# I. Lajos magyar király
I. Lajos (ragadványnevén Nagy Lajos, Lengyelországban: Magyar Lajos, lengyelül: Ludwik Węgierski, horvátul: Ludovik I. Anžuvinac; Visegrád, Magyar Királyság, 1326. március 5. – Nagyszombat, Magyar Királyság, 1382. szeptember 10.) a Capeting–Anjou-házból származó magyar királyi herceg, Magyarország és Horvátország királya 1342-től, és Lengyelország királya 1370-től haláláig, I. Károly magyar király és Łokietek Erzsébet királyné harmadik fia.
Uralkodása a középkori Magyar Királyság egyik fénykora: az ország belső békéje és dinasztikus kapcsolatai lehetővé tették a társadalom, a gazdaság és a kultúra fejlődését, ezáltal Magyarország nemzetközi szinten is az egyik legfejlettebb európai királysággá vált, aktív külpolitikája és sikeres hadjáratai révén pedig európai nagyhatalommá lett. A lovagkirály személyes kvalitásai és dicsőséges hadjáratai megihlették még a 19. századi magyar nemzeti romantika költőit is. Lajos az ötödik leghosszabb ideig regnáló magyar monarcha volt.

## Származása
Lajos 1326. március 5-én született Visegrádon, a Capeting-ház Anjou-házi magyar ágának tagjaként, Károly Róbert magyar király és negyedik (egyes feltételezések szerint harmadik) felesége, Łokietek Erzsébet lengyel királyi hercegnő házasságából. Apja Martell Károly calabriai herceg és Ausztriai Klemencia hercegné legidősebb gyermeke volt. Apai nagyapai dédszülei Sánta Károly nápolyi király és Magyarországi Mária királyné (V. István magyar király leánya), apai nagyanyai dédszülei I. Rudolf német király és Gertrud von Hohenberg (V. Burkhard hohenbergi gróf leánya) voltak. Lajos anyja Kis Ulászló lengyel király és Kaliszi Hedvig királyné második leánygyermeke volt. Anya nagyapai dédszülei I. Kázmér kujáviai herceg és Opolei Eufrozina hercegné (I. Kázmér opole–racibórzi herceg leánya), anyai nagyanyai dédszülei Boleszláv gnieznói herceg és Magyarországi Jolán (IV. Béla magyar király leánya) voltak.
Nevét apai nagybátyjáról, az 1316-ban szentté avatott Lajos toulouse-i püspökről kapta, aki Sánta Károly nápolyi király és Árpád-házi Mária magyar királyi hercegnő fia volt. Lajos a királyi pár harmadik (egyes feltételezések szerint negyedik) gyermeke volt, később még két (vagy három) testvére született, közöttük Katalin, Świdnica hercegnéje, András, Nápoly iure uxoris királya, István, horvát és szlavón kormányzó, valamint apja egy házasságon kívüli kapcsolatából származó féltestvére, Kálmán győri püspök. Két bátyja, Károly és László korai halálát követően, négy évesen lett a magyar trón örököse.

## Ifjúkora (1326–1342)

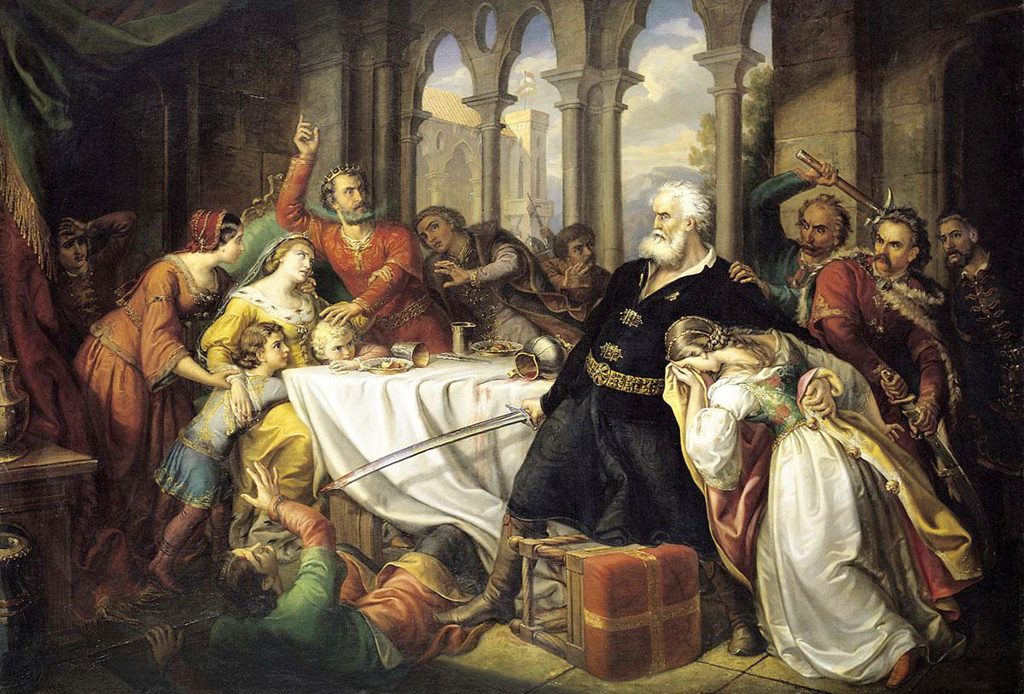
Záh Felicián 1330-as merénylete a királyi család ellen, Orlai Petrich Soma festménye (1860)

Lajos szeretetteljes családi környezetben nőtt fel, és trónörökösnek járó gondos neveltetést kapott. A leendő uralkodó számára fontos jogi, történelmi és politikai ismeretek mellett egyházi nevelői, a boroszlói származású Neszmélyi Miklós udvari pap (később pécsi püspök) és Lackfi Dénes ferences rendi barát bevezették a hittudományba és a hét szabad művészetbe (grammatika, dialektika, retorika, aritmetika, geometria, csillagászat, zene). Lajosnak a nyelvismerete is széles körű volt, megtanulta (a magyar nyelven kívül – amelynek ismeretét apja megkövetelte gyermekei mellett a leendő menyétől is) a kor diplomáciai nyelvét, a franciát (már a szülői házban), továbbá a latint, az olaszt és a németet. Szláv nyelvet nem beszélt, aminek hátrányát különösen lengyel uralkodóként tapasztalta meg. A lovagi ismeretekre, azaz a „hét lovagi készség”-re (lovaglás, úszás, nyilazás, vívás, vadászat, ostáblázás vagy sakk, verselés) pedig Drugeth Miklós, Kistapolcsányi Miklós és Poháros Péter oktatta. Lajos mindhárom nevelőjét szerette, a két Miklós mester saját testével védte a királyfiakat és súlyos sebeket szenvedtek el 1330-ban, amikor Záh Felicián „előre megfontolt gonoszságában és dühöngő haragvágyában nem rettent vissza attól, hogy szörnyen őrjöngő szívvel a már említett király úr, atyánk vérére … szomjazzék”. Lajos királyként sem feledkezett el tettükről, különféle tisztségeket és kiváltságokat adományozott nekik.
A lovagi készségeken túl Lajost megismertették a lovagi eszményekkel, erényekkel is a középkori Nyugat-Európa lovagi történetein, eposzain és hősénekein keresztül (például a Parsifal), amelyek a francia származású Anjouk révén ismertebbé váltak a magyar királyi udvarban, illetve Magyarországon is, (a kor népszerű lovagi cselekedetei ismétlődnek a 15. században keletkezett Toldi-mondakörben is). A kor lovagi erényeit nagy szemléletességgel ismertette meg a királyfiakkal őseik életén és cselekedetein keresztül az András herceg számára készült Magyar Anjou Legendárium. Lajos a példaképeit is híres hősök és lovagok közül választotta, mint például a világhódító Nagy Sándort, de különösen a szintén magyar király apától és lengyel anyától született Szent Lászlót. Eszménye az olyan kegyes, széles látókörű uralkodó lett, aki bátor, erényes, nagylelkű, nagyszerű tetteket visz véghez, valamint pártolja a művészeteket és a tudományokat.
A trónörökös első politikai cselekvésének tekinthető, hogy az 1335-ös visegrádi királytalálkozón ő is ellátta kézjegyével a Habsburg-ellenes magyar-cseh-lengyel megállapodást, valamint az 1338-ban megkötött magyar-morva szövetséget. A trónörökös első hadi tapasztalatait 1336-ban, tízévesen szerezte, amikor a cseh szövetségest támogató magyar és lengyel segédcsapatokat vezette a Habsburgok ellen (az 1335-ös visegrádi királytalálkozó megállapodásainak megfelelően) Ausztriában és Bajorországban. A hadjárat végül harc és győzelem nélkül ért véget, a kis hadvezérben csak a kitűnő háborús koszt maradt meg, ami feltehetően a királyné édesanya gondoskodásának megnyilvánulása volt.
1342. július 16-án, apja halálakor tizenhat éves volt. Nem sokkal ezt követően, július 21-én koronázták magyar királlyá Székesfehérvárott az ország főembereinek „egy szívvel, egy akarattal” való hozzájárulásával. Koronázása után első útja – amellyel mintegy politikai hitvallását is kinyilvánította – Nagyváradra vezetett, a példakép Szent László sírjához, ahol „felidézte emlékezetébe ama sok vitéz férfiút, akik vérük ontását ajánlották fel a hazáért, s nem is haboztak vérüket ontani, hogy maradéknál is haláluk után dicsőség legyen osztályrészük. Erre gondolva elmélkedett, és hánytorgatta lelkében, hogyan szerezhetné és állíthatná vissza Isten segítségével kellő állapotába országa jogait, melyeket a szent korona gyalázatára szomszédos fejedelmek elfoglaltak, s lázadók vagy hűtlenek vakmerően elragadtak”.

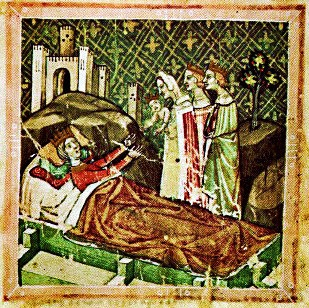
Lajos születése a Képes krónika egy miniatúrájának ábrázolásán
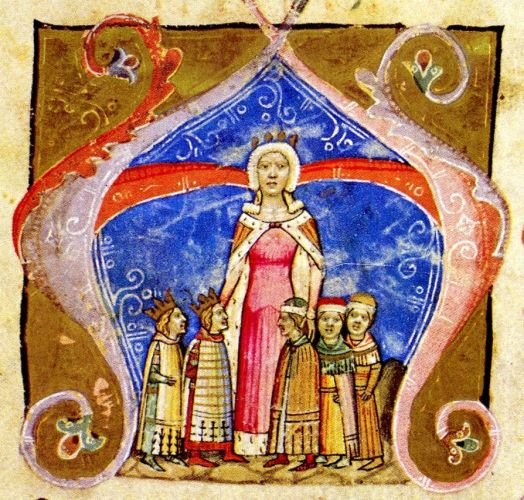
Lajos anyja, Łokietek Erzsébet és testvérei, András és István hercegek, valamint Katalin és Erzsébet hercegnők mellett a Képes krónika miniatúráján
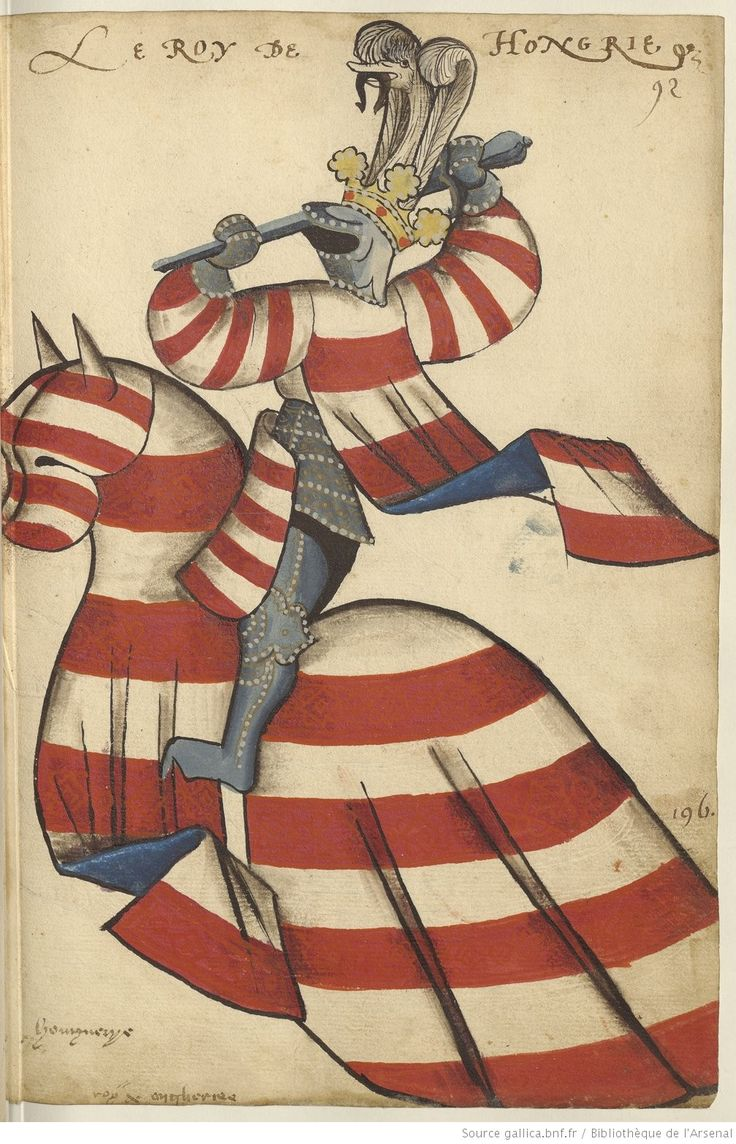
Nagy Lajos lovagi tornaöltözete, Armorial de l'Europe et de la Toison d'or, 1430–1461

## Uralkodása

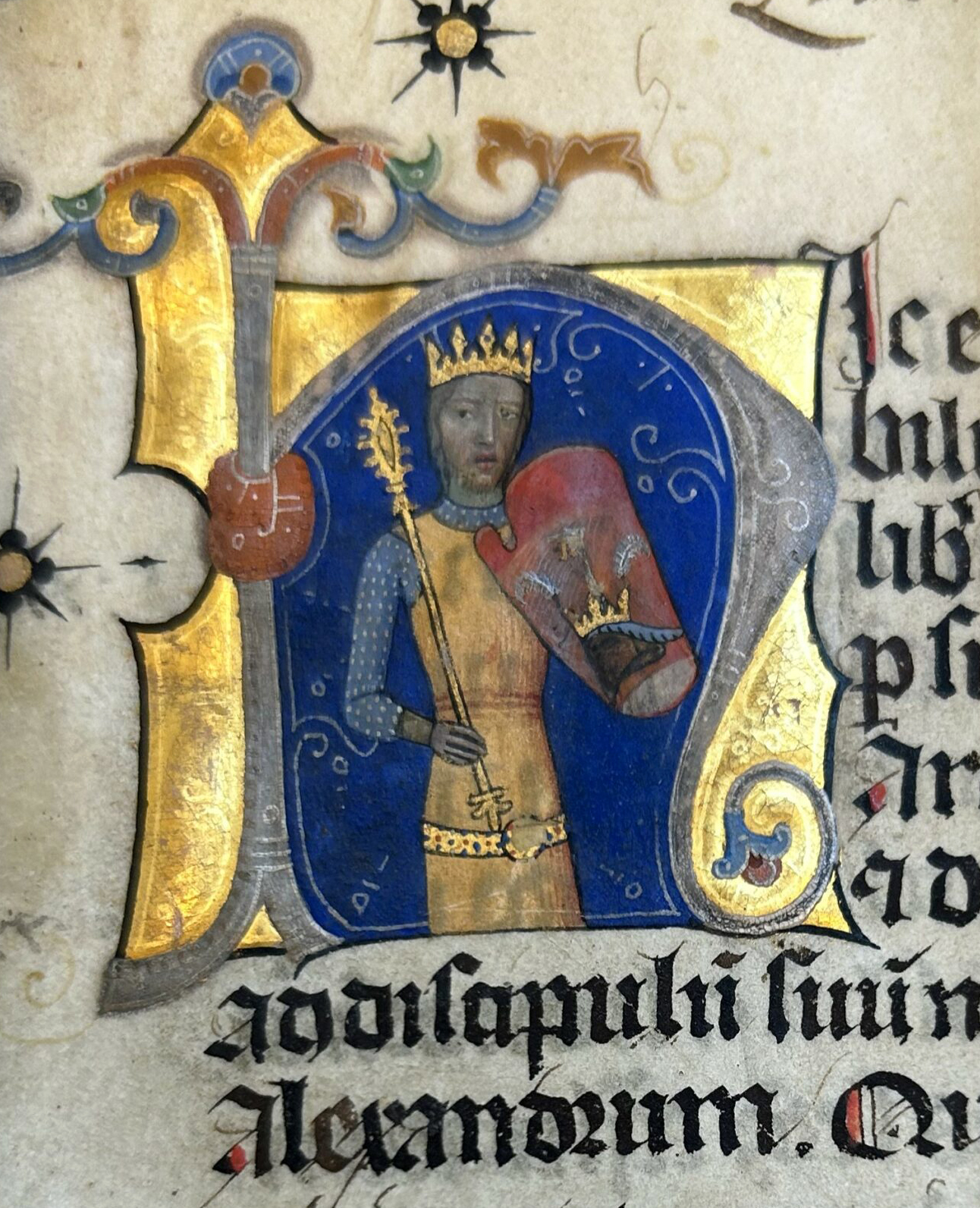
Nagy Lajos alakja a Secretum Secretorum (Titkok titka) kódexén

### Külpolitika

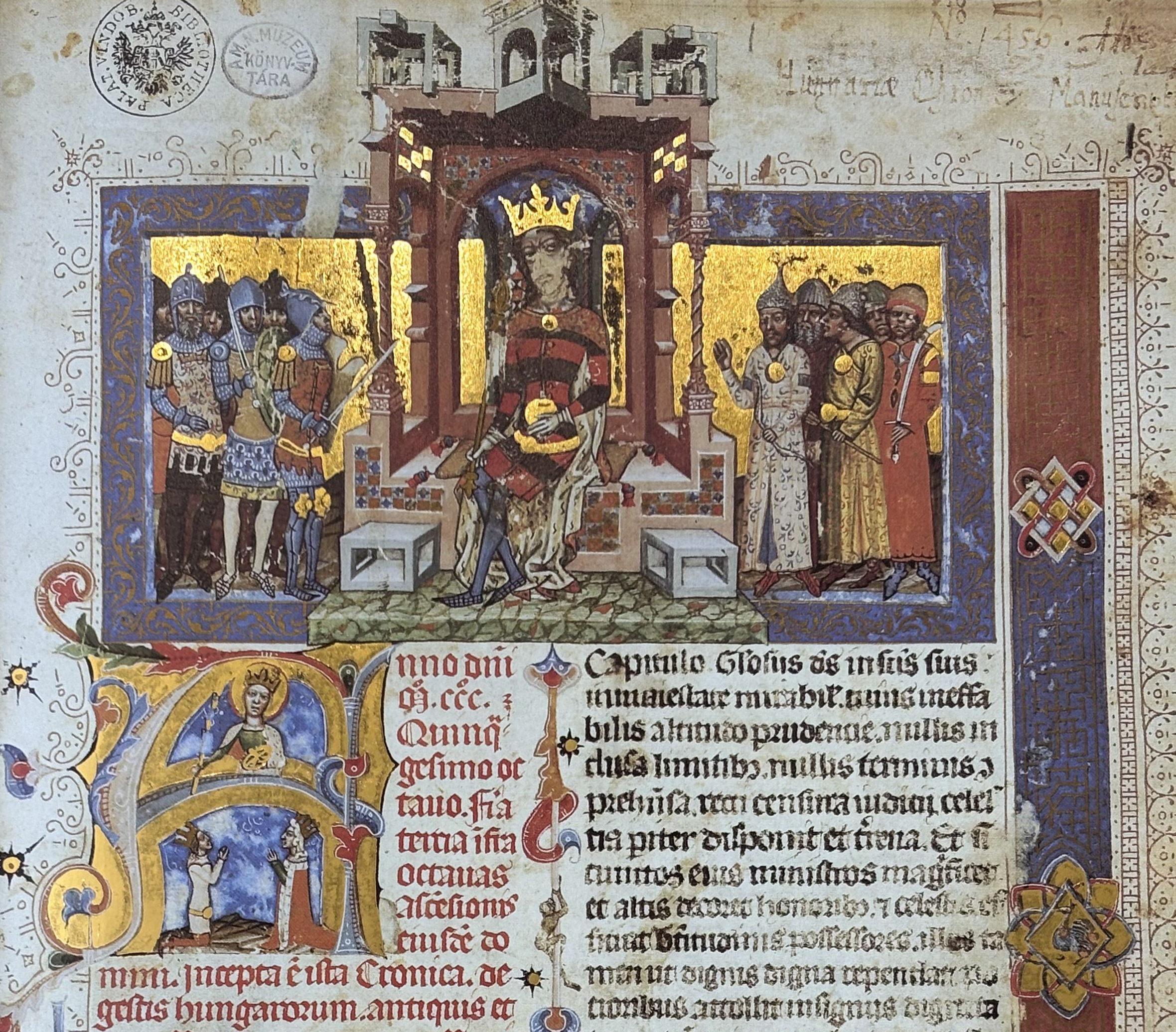
A Képes krónika első oldala: Lajos király a trónon

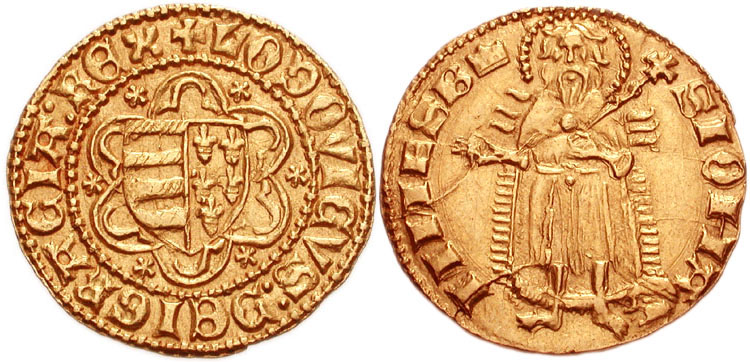
Nagy Lajos aranyforintja, verde: Buda, kamaraispán: Bernardi Ferenc, felirata LODOVICVS.DEI.GRACIA.REX (Lajos Isten kegyelméből király), középen hatkaréjos keretben Anjou-magyar címer. S.IOHA-NNES.B oldalt verde- és mesterjegy

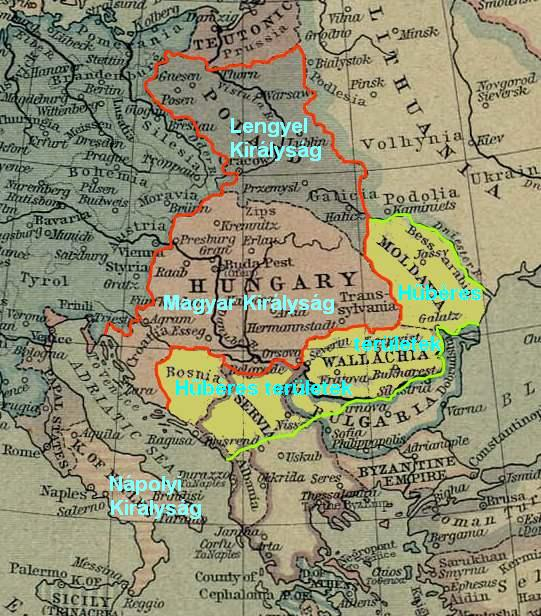
Nagy Lajos királyságai

Lajos tele kincstárat, stabil és jól működő államszervezetet örökölt tehetséges és hűséges, őt mindenben segítő és támogató főnemesekkel, így energikusan próbálhatta elérni nagyváradi fogadkozásában összegzett külpolitikai céljait.
Lajos buzgó katolikus, egyben a lovagi erényeket megtestesítő férfi volt, aki emellett erős kézzel irányította országait. Feltétlen híve és biztos támasza volt a pápaságnak, még annak ellenére is, hogy az nem mindig szolgálta (ki) az érdekeit. A pápa kérésére gyakran viselt hadat „az igaz hit védelmében”; hol a pogány litvánok, hol az eretnek (bogumil) vagy ortodox keresztény délszlávok ellen.
Regnálása alatt a Magyar Királyság európai nagyhatalommá vált, amit archiregnumként (azaz főkirályság, más értelemben, első szent és nagy királyság) emlegettek, ahol „a király – császár a maga országában”. Ezt csak erősítette az 1370-ben létrejött perszonálunió Lengyelországgal, a térség másik fontos államával.
Lajos nem véletlenül szolgált rá a „lovagkirály” elnevezésre: míg apja, Károly Róbert csak szükségből „húzott kardot” (ld. a szerencsétlen havasalföldi hadjárata), addig Lajos uralkodását végigkísérték az itáliai, dalmáciai, litvániai és balkáni hadjáratok, amelyekben személyesen is jeleskedett, nem egyszer veszélyes helyzetbe sodorva magát. Kedvelt időtöltése volt a vadászat – 1353-ban egy sebesült medve majdnem végzett is vele.
Uralkodásának második felében ismeretlen betegség – orvostörténészek szerint lepra – hatalmasodott el rajta, ami mindinkább a trónhoz kötötte. Ebben az időszakban nagyobb hangsúlyt kaptak az államszervezettel kapcsolatos változtatások és a belpolitika. Külpolitikája is békésebb irányt vett: 1360-ban királytalálkozót rendeztek Nagyszombatban, ahol mellette János Henrik morva őrgróf, IV. Rudolf osztrák főherceg és IV. Károly német-római császár és cseh király is megjelent.

#### Itália
Lajos itáliai hadjáratait a nápolyi Anjouk trónöröklésének rendezetlensége váltotta ki: akkoriban a probléma (az ún. „nápolyi kérdés”) évekig a pápai és itáliai politika fókuszában állt (és még évtizedekig mérgezte a magyar-nápolyi kapcsolatokat), és Lajos nem sajnált semmi pénzt, hogy a saját javára dőljön el az ügy.

##### A nápolyi kérdés

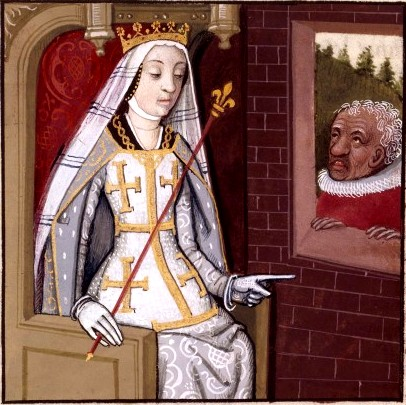
Lajos nagy ellenfele, I. Johanna nápolyi királynő

1343-ban elhunyt I. (Bölcs) Róbert nápolyi király, Károly Róbert nagybátyja, örökösének pedig unokáját, Johannát (1343–1382) jelölte ki, akinek viszont Lajos öccse, András (vagyis Endre) volt a férje a felek 1333-as megállapodása értelmében. Az egyezség úgy szólt, hogy a két gyermek együtt örökli a közös ősök trónját. Bölcs Róbert a halála előtt négy nappal kelt végrendelete szerint András még Johanna halála esetén sem lett volna király: ebben az esetben annak húga, Mária lett volna a királyság uralkodója. A visegrádi udvarban viszont Endrét mint nápolyi királyt szerették volna látni, ami viszont a pápának mint a királyság hűbérurának és Johanna híveinek- (hitelezőinek, többek között Niccolò Acciaioli) és vagy ellenségeinek, a Durazzói és a Tarantói hercegeknek) sem állt érdekében, ugyanis Johanna magtalan halála után Durazzói Károlyra szállna a korona felesége, Mária jogán.
Bonyolult diplomáciai manőverek kezdődtek: követjárások az Avignonban székelő pápánál, és még Erzsébet anyakirályné is Nápolyba utazott. 1343–1344-es utazása, melyet római zarándoklattal is kiegészített, nem járt sikerrel, pedig az úton feltehetően részt vevő Küküllei feljegyezte: „A kiadásokra huszonhétezer márka tiszta ezüstöt és tizenhétezer márka legfinomabb aranyat vitt magával. Fia, Lajos úr, Magyarország királya pedig még utánaküldött négyezer márka válogatott aranyat… számos monostort, templomot és szent helyet meglátogatott, és mindezeket bőséges ajándékokkal és kegyes adományaival tisztelte meg.”
A magyar diplomáciai erőfeszítések és az avignoni követek által kúriának ígért 44 000 márka hatására a pápa 1345. június 14-én beleegyezett, hogy Andrást Nápoly királyává koronázhatják mint Johanna férjét, de nem mint uralkodót. Az erről szóló pápai bulla 1345. szeptember 20-án kelt, e szerint Andrást még Johanna halála esetén sem illetné a nápolyi trón. Minden bizonnyal a koronázási engedély hírére szeptember 19-ére virradó éjjel orgyilkosok Aversa városában gondosan előkészített merénylet során meggyilkolták Andrást (l. aversai merénylet). Johanna bűnrészességét azóta sem sikerült bizonyítani: a gyilkosság feltehetően a tudta nélkül, de talán hallgatólagos jóváhagyásával történt. Johannát bűnössége alól felmenti regényében, a Nápolyi Johannában a kiváló és nagy műveltségű jogász-író, Passuth László, aki a gyilkosság elkövetésének gyanúját, a hercegekre és a hitelező Acciaioulira tereli, aki attól tartott: ha András trónra kerül, a hiteleket nem fogják visszafizetni, hiszen András mögött ott állt bátyja, Lajos, aki a korabeli Európa gazdaságilag, pénzügyileg és katonailag egyik legstabilabb és legerősebb államának trónján ült, s András egyértelműen Magyarország érdekei szerint járna el. Ez és a pápai breve kiadása a hitelezőnek a legrosszabbkor jött, ugyanis III. Eduárd angol király 1345-ben tagadta meg a kölcsön visszafizetését a firenzei bankházaknak (Bardi, Peruzzi, Acciaiouli).

##### Az első nápolyi hadjárat

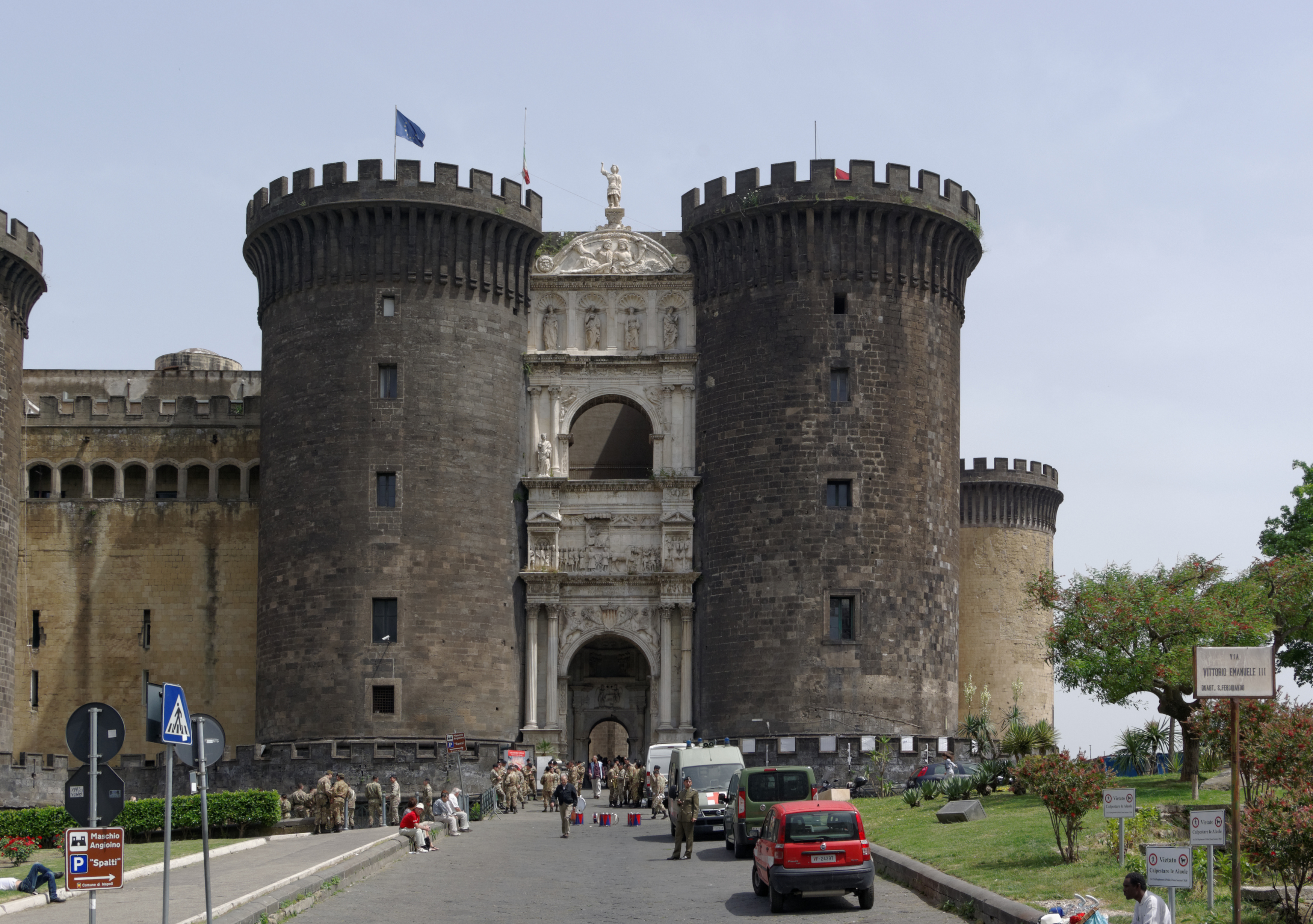
A Lajos által kétszer is elfoglalt híres nápolyi várak egyike, a Castel Nouvo

Miután jogainak érvényesítésére minden diplomáciai lehetőséget kihasznált, Lajos megindította a háborús előkészületeket. Ez főleg a számba jöhető ellenségeinek semlegesítését, de különösen a harci felvonulási területnek szánt Észak- és Közép-Itália megnyerését és a katonai egységek ellátásának, utánpótlásának megszervezését jelentette.
Lajos 1347 novemberében indult meg Nápolyba, mintegy 10 000 fős kíséretének élén. Felvonulása közben a kisebb-nagyobb városállamok tisztelettel és rokonszenvvel fogadták. 1348. január 11-én Lajos seregei Capua városánál megverték a Tarantói Lajos, Johanna új férje által vezetett nápolyi seregeket. A capuai összeomlás után Johanna és családja hajón provence-i grófságába menekült, a Nápolyi Királyság pedig minden további áldozat nélkül Lajos hatalmába került.
Nápolyba való bevonulása előtt január 20-án Lajos Aversa városában fogadta rokonait, a három durazzói és két tarantói herceget (Durazzói Károlyt, Lajost, illetve Róbertet, valamint Tarantói Fülöpöt és Róbertet). A jó hangulatú lakoma után azonban Lajos hirtelen számonkérte öccse halálát az abban nyilvánvalóan ártatlan Durazzói Károly hercegen (Johanna sógorán), akinek rövid úton a helyszínen a fejét vétette (második aversai tragédia); a többi herceget pedig fogságba vetette, majd Magyarországra küldte őket. Ettől „… kezdve a rettegés és gyanakvás jártak előtte, a hercegek számtalan híve kiengesztelhetetlen ellensége lett, és vádjait a pápa ellenvádakkal utasíthatta vissza”. Bellér Béla szavaival: „a Nápolyért vívott harcot Lajos király erkölcsi és politikai tekintetben már Aversában elvesztette”.
Lajos január 24-én vonult be Nápolyba lovon, sisakban – mint egy meghódított városba. Felvette a „Jeruzsálem és Szicília királya” címet és bizalommal, nagylelkű uralkodói intézkedésekkel igyekezett csillapítani a kedélyeket – hasztalanul. VI. Kelemen pápa nem ismerte el Lajost Nápoly királyának és kiközösítéssel fenyegette, de nem szakadt meg a kapcsolat közte és a Szentszék között. Közben szerte Itáliában elkezdett dühöngeni a Genovába behurcolt pestis, így Lajos – miután kijelölte helytartóit – 1348 májusának végén visszaindult Magyarországra. A magyar uralom néhány helyőrség kivételével hónapok alatt összeomlott a Nápolyi Királyságban, szeptember 17-én pedig Johanna is visszatért Nápolyba.

##### Lackfi István hadjárata
A kedvezőtlen nápolyi fejlemények hatására és pozíciójának újbóli megszilárdítására Lajos Nápolyba küldte a tehetséges Lackfi Istvánt. Lackfi hajóval érkezett Manfredoniába 1348. késő őszén, és ettől kezdve a hadi helyzet rövid idő alatt gyökeresen megváltozott, a Névtelen Minorita szavaival (kis túlzással, de nem minden alap nélkül): „Ettől fogva az Úr segítségével és István ravaszsága révén a magyarok mindenütt az ellenség fölé kezdtek kerekedni, s oly csodás győzelmeket arattak, hogy húsz vagy nem sokkal több magyar harcban legyőzött és veszteség nélkül elfogott hatszáz ellenséges fegyverest.” Tarantói Lajos tekintélyes haderővel rendelkezett, így bizakodó volt, ám 1349. január 23-án Troiánál seregét tönkreverték, elfoglalták Lucera, Troia, Barletta és Trani várát.
Lackfi serege április 22-én elfoglalta Capua városát. A magyar sikerek hatására több vár, város inkább önként megadta magát. Tarantói Lajos újból tekintélyes haderőt szedett össze és Nápoly védelmében kénytelen volt lépni, ám nem mert újból egy nyílt ütközetet megkockáztatni. Ezért cselvetésre szánta el magát: lovagi párbajra hívta ki Lackfit, amit az el is fogadott, de Tarantói Lajos később lemondott, majd megtámadta Lackfi seregét. Ám Lackfinak sikerült felülkerekednie, és Aversa városánál újból tönkreverte a nápolyi sereget. A magyar sikerek ellenére Lackfi távol állt a győzelemtől: a pápa és a nápolyiak által megvesztegetett zsoldosok feladták Nápoly környékét, közben pedig a királyság keleti része is elveszett. Lackfi kénytelen volt visszautazni Magyarországra, de megígérte, hogy 1350 tavaszán visszatér a királlyal.

##### A második nápolyi hadjárat

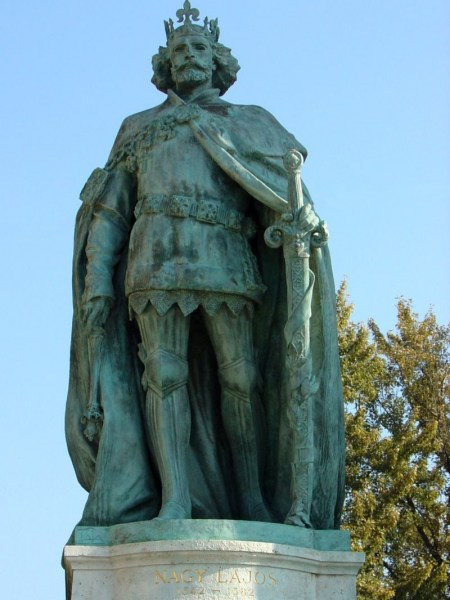
Nagy Lajos szobra a Hősök terén

Időközben újból elkezdődtek a tárgyalások Visegrád és a Szentszék között. Lajos 1350 áprilisában újból nekivágott Nápolynak, ezúttal hajóval, s május 1-jén partra szállt Itáliában. Másfél hónapig szervezte seregeit, majd megindult Nápoly felé Melfi, Lucera és Benevento városokon keresztül. Alvezérei közben bravúros hadi csínyeket hajtottak végre. Tarantói Lajos párbajra hívta ki a királyt, megegyeztek a párbaj körülményeiben (III. Edward angol király (1327–1377) előtt lett volna), de Tarantói Lajos megint visszalépett. Lajos bevonult Salerno városába, majd Aversa várát vette ostrom alá. Tarantói Lajos időközben megerősítette Aversát, ezért az ostrom elhúzódott. Július 26-án felderítés közben Lajos súlyosan megsebesült: a bal lábába fúródott egy nyílvessző.

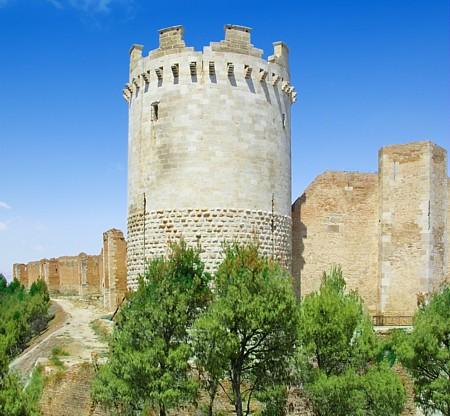
Lucera vára: egy jellegzetes itáliai vár a nápolyi hadjáratok idejéből

Johanna ismét elmenekült Nápolyból, ezért Lajos az ostromot félbehagyva augusztusban bevonult a városba. Mérlegelte a helyzetét: a városban felkelés tört ki ellene, katonáit nehezen tudta fizetni és ellátni. Belátta, hogy hosszú távon nem tudja fenntartani hódításait, ezért hajlott a békére. Ugyancsak hajlott a megegyezésre Johanna is: anyagi nehézségeik miatt a háborút képtelenek voltak folytatni Lajos király ellen. Így feltételes fegyverszünetet kötöttek szeptember 1-jétől. Ennek megfelelően Lajos Róma érintésével Itálián keresztül visszautazott Magyarországra.
Az 1351. április 1-jével lejáró fegyverszünetet követően Tarantói Lajos hadműveletet indított a Lajos hódításainak visszafoglalására, amely azonban összeomlott. Sőt, Lackfi Endre sikeres ellentámadásai újból kétségbe ejtették a nápolyi vezetést. A felek végül 1352. március 23-án Nápolyban békét kötöttek: eszerint Lajos lemondott hódításairól, visszaadta a fogságba vetett durazzói és tarantói hercegek szabadságát, elismerte Tarantói Lajost és Johannát mint a Nápolyi Királyság uralkodóit, akik viszont 300 000 aranyforint hadikárpótlást voltak kötelesek fizetni Lajosnak, továbbá Johannának pápai vizsgálóbizottság elé kellett állni, amely tisztázza esetleges bűnrészességét a „férjgyilkosságban”.
Lajos követei azonban a király utasítására lemondtak a kialkudott összegről, „mondván, hogy uruk nem kapzsiságból, hanem öccse megbosszulásáért intézte azt a vállalatot”. Magyar lovagok még sokáig hadakoztak Itália földjén Johanna és a pápa alkalmazásában az ún. „Nagy Magyar Sereg” (Gran' Compania) részeként (köztük Toldi Miklós, 1365-től a zsoldosok vezére).

##### A nápolyi kérdés lezárása
Lajos még egy alkalommal avatkozott a nápolyi ügyekbe uralkodása folyamán. Kis Károly Anjou herceg, az első itáliai hadjárat alkalmával fogságba vetett Durazzói Lajos fia 1370-től kezdve a magyar királyi udvarban nevelkedett, 1371–1376 között Dalmácia és Horvátország hercege volt. A nagy nyugati egyházszakadást követően Johanna az avignoni pápa, VII. Kelemen mellé állt. Erre VI. Orbán 1380-ban letette királyságáról, és a trónt Kis Károlynak ajánlotta fel. Lajos katonákkal támogatta rokona trónigényét, így az 1381-ben elfoglalta Nápolyt. III. Károly néven megkoronázták, és 1382-ben május 22-én Muro várában négy magyar zsoldossal megfojtatta Johannát mint „férjgyilkost”.

#### Dalmácia

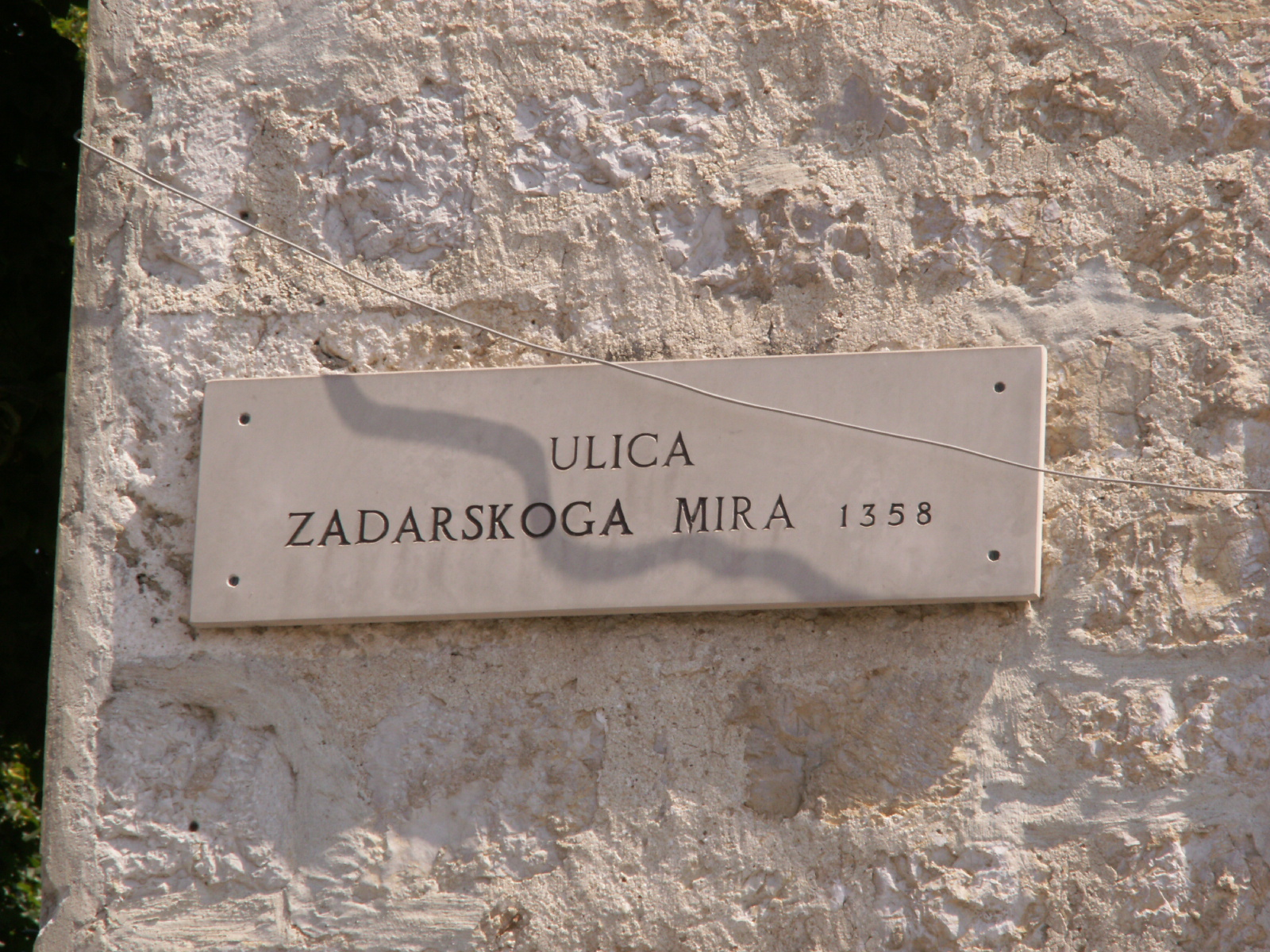
Az 1358-as zárai békéről elnevezett utca Zára városában

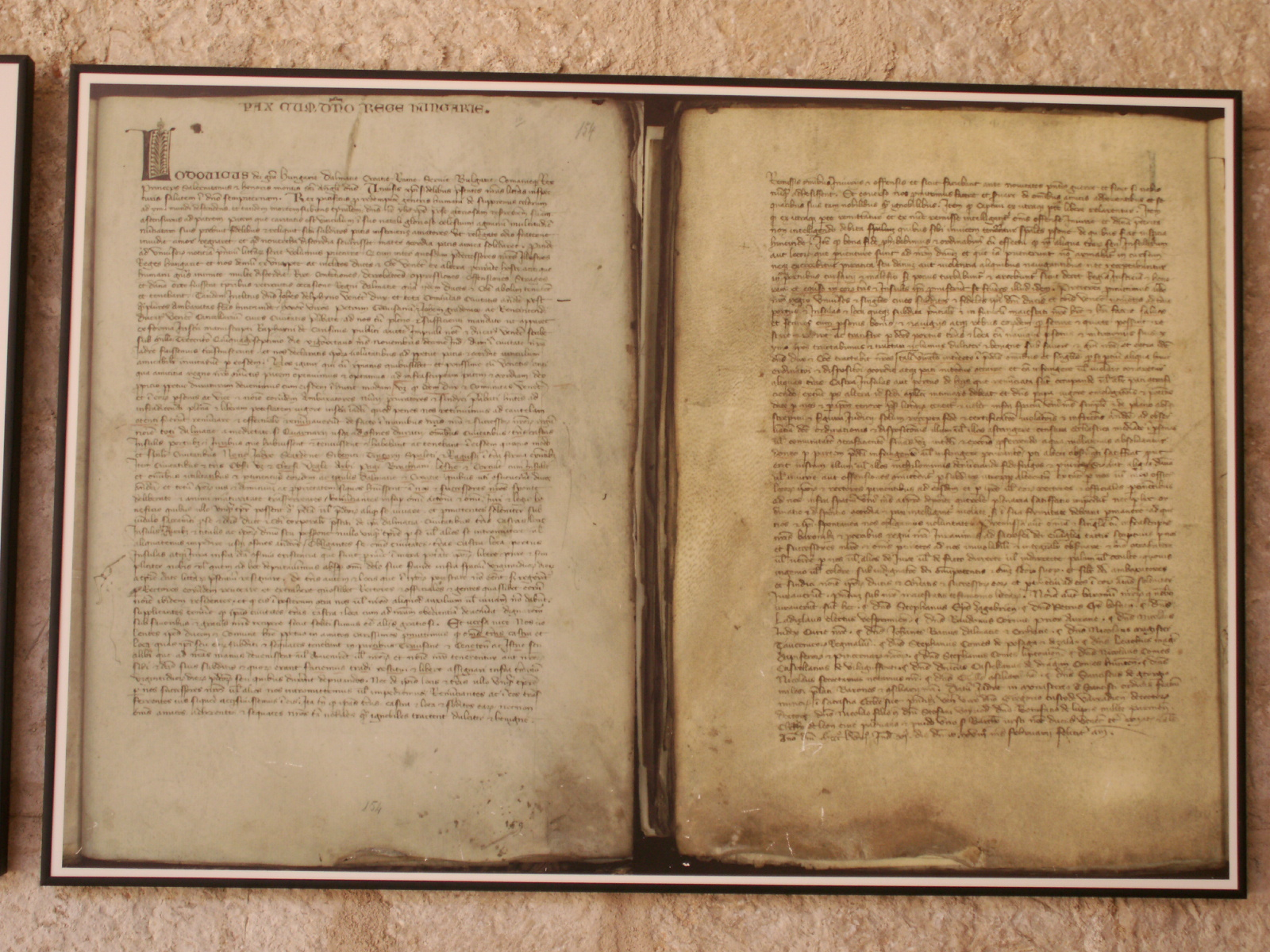
A zárai békeszerződés szövegének másolata a zárai Szt. Ferenc templom falán (ahol a békét megkötötték)

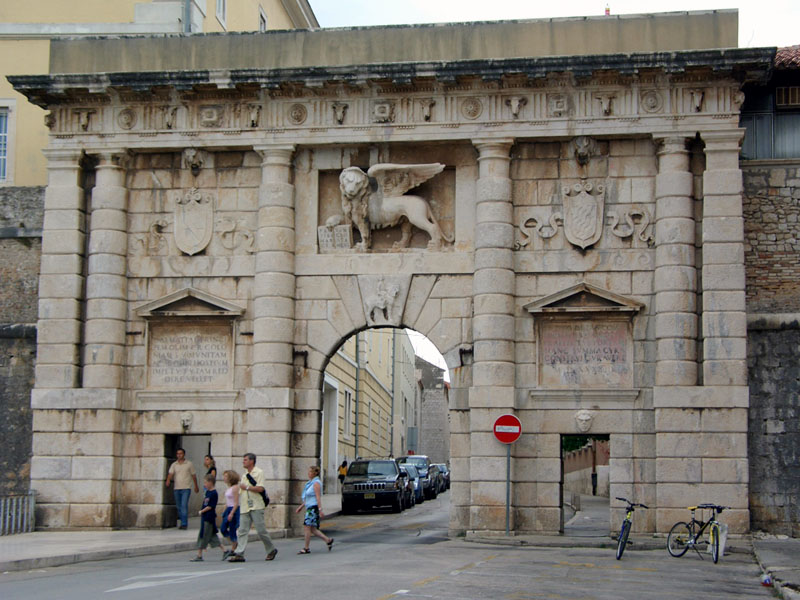
Zára idővel a kereskedő-köztársaságé lett: a velencei szárnyas oroszlán egy középkori zárai városkapun

Nagy Lajos kezdettől fogva érdekellentétben állt a Velencei Köztársasággal, ami mindinkább terjeszkedni akart a dalmát partvidéken. A dalmát városok Könyves Kálmán óta általában keresték a Magyar Királyság pártfogását (annak szükségszerűen lazább, nagyobb önrendelkezést biztosító fennhatóságát) Velencével szemben, ám a magyar királyok sokszor nem tudtak ennek eleget tenni. Összességében elmondható, hogy Lajos egyetlen tartós külpolitikai sikerét a dalmát térségben aratta.
Lajos elhatározta, hogy megvédi dalmáciai jogait, ezért 1345-ben több mint 20 000 katonával Horvátországba vonult. Jöttének hírére a legtöbb horvát főúr hódolatra járult a király elé és a dalmát városok követei is elhozták városuk kulcsát. Azonban mihelyt Lajos hazatért Magyarországra, a velencei hajóhad megjelent Zára kikötőjében azzal a követeléssel, hogy rombolják le a város falait. A város vezetése ezt megtagadta, és fegyveres segítséget kért Lajostól.
Lajos kész volt a segítségnyújtásra, de az éppen akkor elkezdődő nápolyi események miatt személyesen nem tudott részt venni az expedícióban. Lajos ezért Kotromanić István boszniai és Alsólendvai Miklós szlavón bánokat küldte a város alá mintegy 10 000 fős katonasággal. Velence azonban megvesztegette a hadvezéreket, akik dolguk végezetlen tértek haza: „a harcosok vezéreinek és főembereinek akaratát megrontotta a forint, szándékuk nem egyezett a király úr tiszta, egyenes akaratával”.
A rákövetkező évben (1346) Lajos hatalmas hadsereggel jelent meg Zára alatt, és teljesen bekerítette a várost ostromló velencei sereget. A döntő ütközetben reménytelen helyzetbe került, a magyar és a zárai sereg által két tűz közé szorított velencei sereget a velencei hajóhad partra szálló legénysége mentette meg azzal, hogy hátba támadta a zárai sereget. Az ütközet ezzel Velence javára dőlt el, a városnak el kellett ismernie a kereskedőköztársaság fennhatóságát. Lajost a nápolyi események megakadályozták, hogy rendezze a zárai kérdést, ezért a felek – az első itáliai hadjáratot követően – nyolc évre fegyverszünetet kötöttek – ami azt jelentette, hogy Lajos a maga részéről nem zárta le az ügyet, bár Velence próbálta véglegesíteni a helyzetet.
1352-ben, miután Lajos végleg tehermentesült Nápolyban, Magyarország szövetkezett Genovával Velence ellen. Az új hadjárat 1357-ben kezdődött. Lajos Velence szárazföldi birtokait dúlta, a köztársaság pedig a tengeren volt fölényben. A patthelyzetet az oldotta meg, hogy Zára és a dalmát városok fellázadtak Velence ellen, és megnyitották a kapuikat a magyar hadak előtt: Zára a többi a dalmát várossal „felemelte fejét és nagyon megkívánta a magyar uralmat. A magyar király hadai már régebben ostromolták a várost és a zárai száműzöttek azon voltak, hogy az ostromlók és az ostromlott polgárok között egyetértés keletkezzék. Szent Mihály templomprépostja lajtorjákat állítva a falak alá besegítette a derekabb vitézeket a városba, kik a velenceiek zsoldosait visszavonulni kényszerítették. Történt pedig Zára visszavétele 1357 szeptember 17-én.”
A háború 1358-ban a zárai békével zárult: a kereskedőköztársaság lemondott Dalmáciáról a Kvarner-öböltől Durazzóig, de kereskedelmi jogai nem sérültek a térségben. A felek megállapodtak abban, hogy közösen lépnek fel a kalózok ellen, és vitás helyzetben a pápát kérik fel döntőbírónak.
1372-ben ismét összecsapott a két fél, majd 1378–1381 között újultak ki a harcok. Ezúttal a genovai hajóhad súlyos vereséget mért a velencei flottára, és egészen a lagúnákig hatolt előre. Velence ügyes diplomáciával fegyverszünetet kötött, és diplomáciájával tovább mélyítette a hadviselő felek – Magyarország, Genova és Padova – közti ellentéteket. A fegyverszünet lejártára nagy áldozatok árán sikerült néhány hajót felépíteni a városban, és a másik, korábban Krétánál állomásozó flotta is visszatért, szétverve a genovai hadat. A hadakozás így még két évig elhúzódott, mire Durazzói Károly vezetésével – aki az olaszoktól kiérdemelte a „della Pace” (békéltető) melléknevet – megkötötték a torinói békét (1381). Ez gyakorlatilag a zárai béke megújítása volt, csak ezúttal adófizetésre is kötelezték Velencét, illetve arra, hogy ünnepnapokon vonják fel az Anjouk zászlaját a Szent Márk téren. Ekkor kerültek Remete Szent Pál ereklyéi Magyarországra.

#### Az erdélyi határ
1344-ben Sándor havasalföldi fejedelem, akinek apja, I. Basarab még sikeresen függetlenítette magát Károly Róberttől, a rá nehezedő diplomáciai és katonai nyomás hatására Brassó városában Lajos lábai elé borulva fogadott hűséget a királynak. Élete vége felé azonban újra igyekezett függetleníteni magát a Magyar Királyságtól.

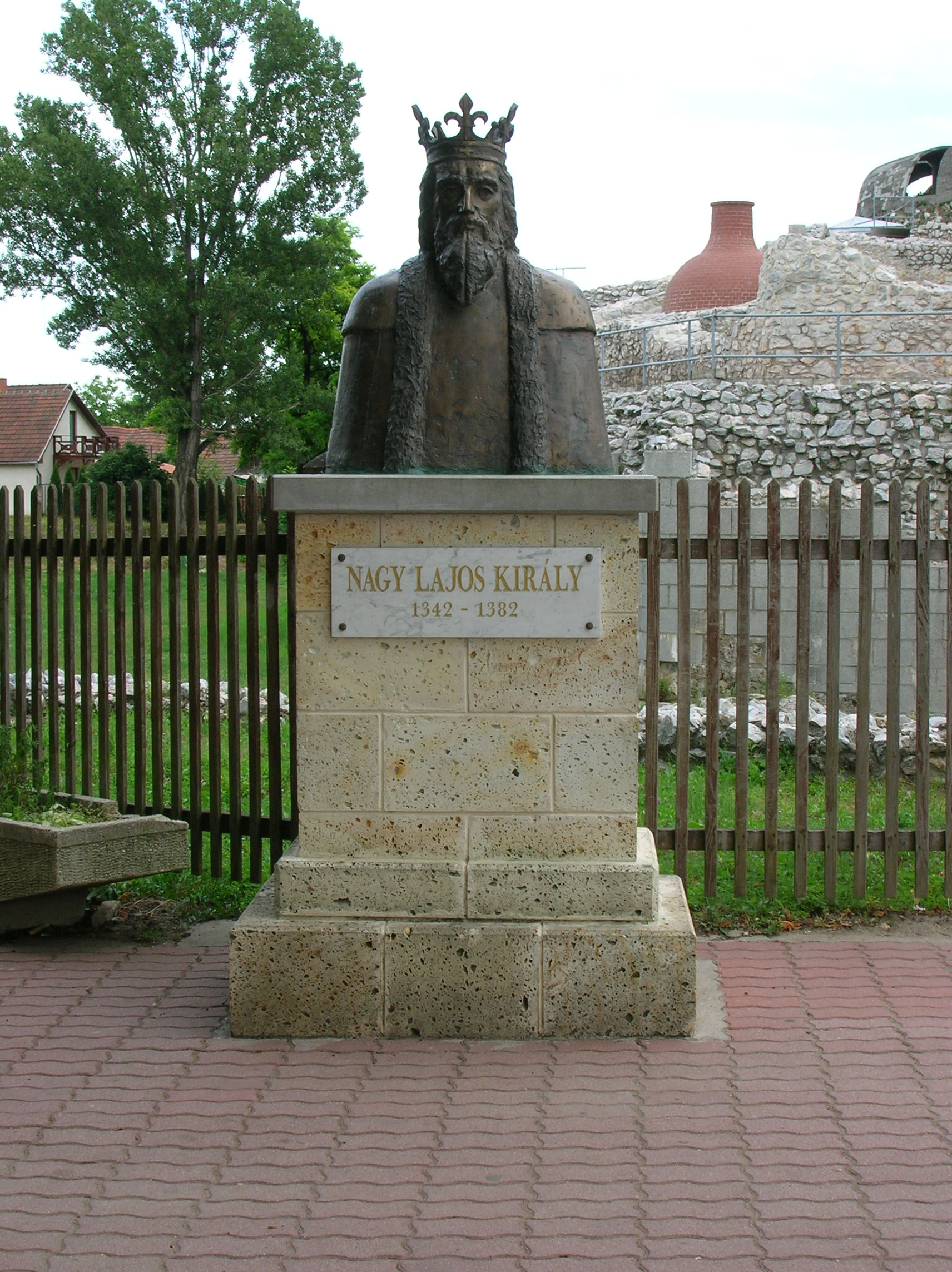
Nagy Lajos szobra a diósgyőri vár előtt

A szomszédos Moldvából a tatárok az 1340-es években többször betörtek Erdélybe és nagy pusztítást vittek végbe. Ezt megelégelvén Lajos Lackfi Endrét (a későbbi erdélyi vajdát) székely seregekkel a tatárok földjére küldte, aki seregei élén 1345. február 2-án háromnapos véres ütközetben tönkreverte a tatár seregeket. Maga a tatár kán sógora is fogságba esett, akiért hatalmas váltságdíjat ajánlottak fel, de Lackfi elrettentésképpen a fejét vétette.
Székely mondák szerint a győzelemben nagy része volt Szent László királynak és Szűz Máriának: a szent holtteste állítólag a csata idejére eltűnt nagyváradi kriptájából és a hadsorok élén harcolt fején koronával, kezében csatabárddal, míg felette „… a levegőben, csodálatos fényességben nagy szépségű úrasszony jelent meg, akinek fején nagyon ékes és tündöklő korona látszott”.
Lajos az országrész nyugalma érdekében megerősíttette az erdélyi végvárrendszert, amelynek védelméből a székelyek később még több expedíciót indítottak a tatárok ellen, akik idővel már kénytelenek voltak Moldvát elhagyni, így a terület megnyílt a román bevándorlás előtt.

#### A Balkán
A Balkánon a velenceiek dalmáciai törekvései mellett a pápaság által eretnekségnek tekintett bogumilizmus terjedését igyekezett meggátolni, akik ellen a pápa kérésére viselt hadat, hogy „az eltévelyedett bárányok egy akolba vitessenek vissza”, hogy „meggyújtsa Rácországban a hit világát, s megtörje és megalázza a hitetlenek kevély nyakát”. 1353-ban szerelmi házasságot kötött Kotromanić Erzsébettel, István bán lányával. A bogumil eretnekség elsősorban a bosnyák területeken terjedt el, de a bán, Lajos szövetségese sokat tett a katolizáció érdekében.
Lajos 1365-ben tört be Észak-Bulgáriába, és bevette Vidin (magyarosan Bodony) városát, ahol megszervezte a vidini bánságot, és ferencesekre bízta a helyiek megtérítését. Az ellátási nehézségek miatt 1369-ben kénytelen volt kivonulni, mire a hittérítőket lemészárolták a helyiek. Annyi eredménye mégis lett a kalandnak, hogy az addig fogságban tartott bolgár cár, Iván Szracimir 1388-ig megmaradt a magyar korona hűségén.

#### Török előretörés

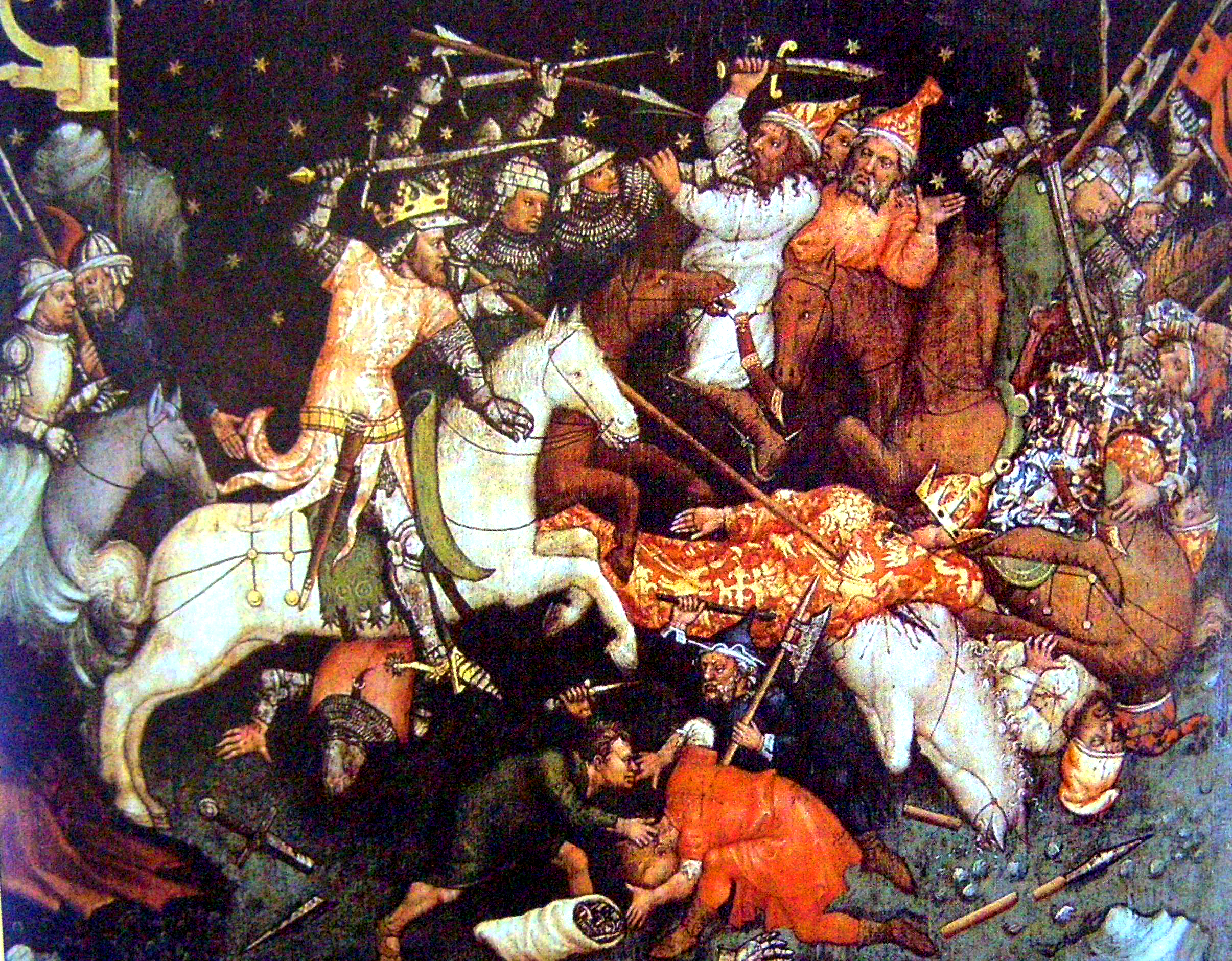
Lajos győzelme a törökök felett Bulgáriában. A Magyar Anjou-legendáriumból való kép

Lajosnak a kis balkáni népek ellen (a pápaság nevében is) vívott háborúi tovább gyengítették az egymással viaskodó fejedelemségek ellenálló képességét az egyre jobban fenyegető oszmán török hódítással szemben. Ezért Lajos uralkodásának vége felé már komoly török előretöréssel kellett szembenézzen, akik 1354-ben megvetették a lábukat Gallipolinál Európa földjén. 1363-ban elfoglalták Plovdivot, és 1365-től pedig a szultán már Drinápolyba tette a székhelyét. A török seregek 1371-ben a Marica menti nagy csatában szétverték a makedóniai szerb Vukasin és szövetségeseinek hadait.
A török által egyre jobban szorongatott Bizánc császára, V. (Palaiologosz) János császár (1341–1391) felkereste a nagyobb európai királyi udvarokat, hogy segítséget kérjen a török ellen. Körútja során 1366-ban találkozott Lajossal is Budán, akit sikerült megsértenie: miután Lajos leszállt a lováról és feléje indult, hogy üdvözölje, a császár a lován maradt. Lajos az egyházuniót szabta segítsége feltételéül, vagyis hogy az ortodox egyház ismerje el a pápa főségét. Lajos még azt is követelte a császártól, hogy az római rítus szerint keresztelkedjen meg, aki így üres kézzel távozott Lajos udvarából, és idővel már a szultán vazallusa lett. Más verzió szerint a török elleni segítséget megígérte neki a király. Iván Sisman aztán fogságba vetette a császárt, emiatt Lajos elfoglalta Vidint, s 1366-ban  VI. Amadé savoyai gróffal már törökellenes hadjáratra került sor, amit 1367-ben újabb követett.
Lajos 1374–1375-ben már kénytelen volt közvetlenül a törökök ellen indítani háborút a Havasalföldre, azonban a románok elárulták, így nem tudott döntő győzelmet aratni.

### Belpolitika

#### Nemesség
Lajos alapvetően a főurakkal egyetértésben kormányzott, de a köznemességet is igyekezett megnyerni magának. 1351-es törvényei egészen 1848-ig a magyar nemesi alkotmányos berendezkedés gerincét képezték.
A törvény tartalmazta az Aranybulla megújítását, és az 1222-es oklevél keletkezése után másfél évszázaddal a nemesi szabadságok alaptörvényévé vált. Kimondta az egyazon szabadság (latinul unus eademque libertas) elvét, azaz a köznemességnek azonos jogokat biztosított a főnemességgel (legalábbis Werbőczy későbbi értelmezésében; eredetileg a magyarországi, illetve a horvát és szlavón nemesek egyenjogúságát deklarálták). Fontos még az ősiség törvénye, amelynek értelmében ha kihalt egy birtokos család, a földek a Szent Koronára szálltak vissza – az Aranybulla ugyan lehetővé tette a szabad örökítést, de úgy tűnik, az nem került át a gyakorlatba, és a király rendelkezésével csak ezt a helyzetet rögzítette.
A törvények jelentőségét az is növeli, hogy a Magyar Törvénytárba, a Corpus Juris Hungaricibe nem kerültek be az 1222 és az 1351 között hozott magyar törvények.

#### Jobbágyság
A pestisjárványt (és korábbi tatárjárást) megszenvedett országban az úrbéri viszonyokat is rendezni kellett. Akkoriban kb. kétmillió ember élhetett a Kárpát-medencében, így még sok szabad földterület volt, és a földesurak igyekeztek megbecsülni a munkaerőt. Nyilván komoly problémát jelentett a más nemesek jobbágyainak elrablása, mivel a király fontosnak tartotta ennek megtiltását.
Az egységesen szedendő kilenced (adó) bevezetésével a jobbágyoknak a szegényebb birtokosok kárára történő átcsábítását kívánta megakadályozni (mert a jobbágyok szabadon költözhettek egyik úrtól a másikhoz). A jobbágyok ezentúl egységesen terményük kilencedik tizedét fizették bérként földesuruknak (vö. az egyháznak fizetett tizeddel) és a telkenkénti adót, vagyis a kamara haszna részét képező kapuadót, továbbá a rendkívüli adókat és egyéb járandóságokat.

#### Polgárság, városok
Lajos uralkodása idején nyugat-európai léptékkel mérve még kevés igazi városa volt a Magyar Királyságnak. A meglevők Károly Róbert uralkodása alatt kezdtek erőre kapni és Lajos uralma idején tovább erősödtek. Növekvő jelentőségüket mutatja, hogy az Endre megkoronázása fejében a pápának küldött 44 000 aranyforintot is a városokon hajtották be mint különadót. A Szepesszombati Krónika szerint „… ez a király és az apja nagyon szerették a magyarországi városokat, és felemelték őket, és javították állapotukat”.
A városok fejlődésével párhuzamosan kezdtek a különféle mesterségek művelői jogaik védelmében céhekbe tömörülni. Ez azt jelentette, hogy a gyakoribb mesterségek művelői (például mészárosok, szabók, pékek stb.) városonként céhet alapítottak. A céhek törvényeikkel megszabták a tagok számára mesterségük művelésének fontosabb körülményeit.

#### Államszervezeti reform

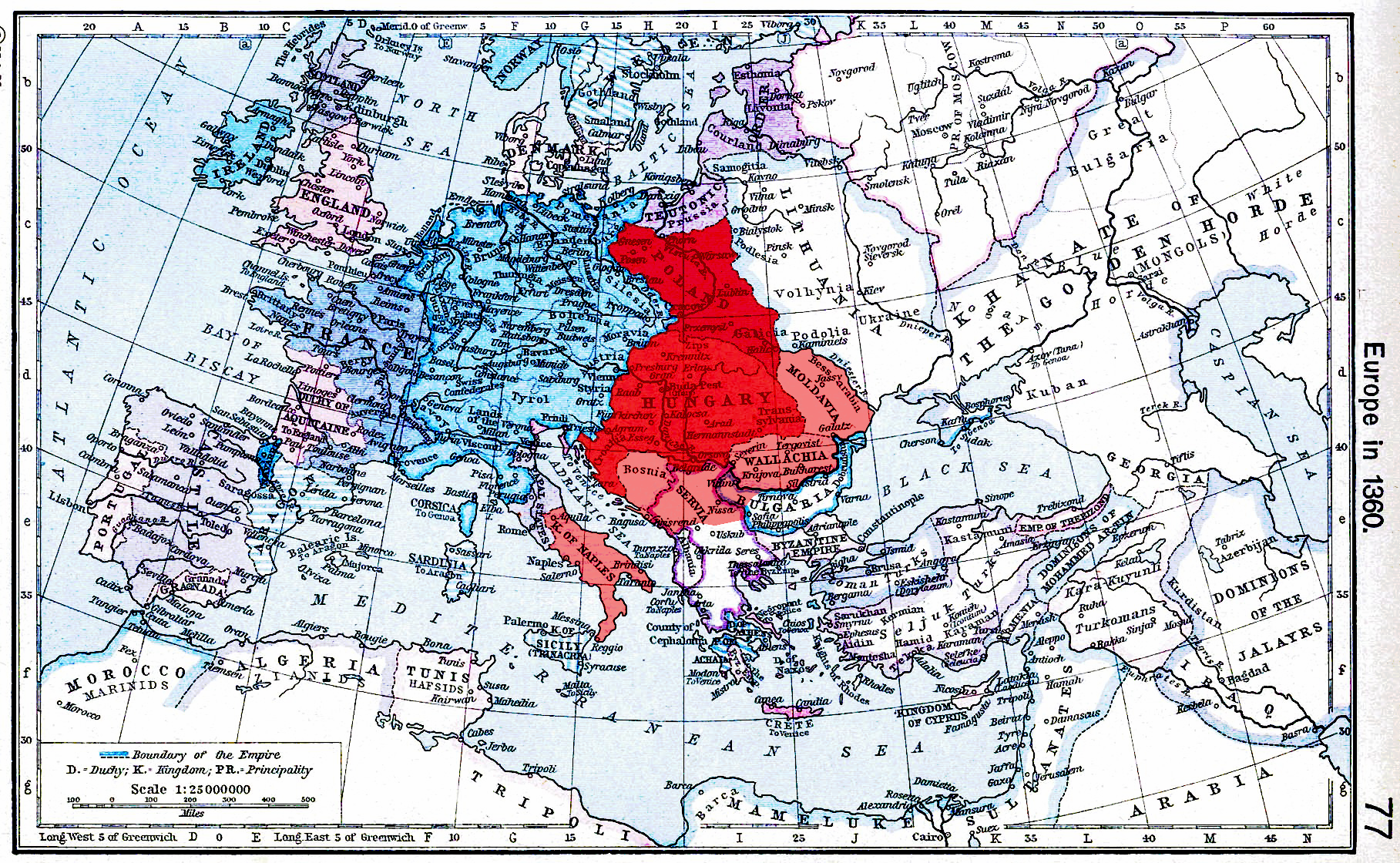
A Magyar Korona Országainak és vazallusainak területe I. Lajos korában

Lajos királyságának vége felé, 1375 és 1380 között komoly változtatások történtek a Magyar Királyság államigazgatásában. Az addig királyi kézben levő nagypecsét előlapja 1375-től kezdve a királyi tanács akaratának jelképévé vált, így jellege állami lett az addigi uralkodói helyett. A király autentikus pecsétje ettől kezdve a titkos pecsét lett, amelynek őrzésére 1374-ben neveztek ki először titkos kancellárt (addig a titkos jegyző látta el ezt a funkciót).
A reform keretében a kancellária tényleges vezetése az alkancellár kezéből a kancelláréba került át, aki egyúttal a királyi különös jelenléti bíróság rendes tagjává vált (az alkancellár addig delegált tag volt).
Az elszaporodó panaszok feldolgozására és a bírósági ügyek szortírozására állították fel az ún. audiencia-irodát, amelynek irányítása az addig hiteleshelyként működő kápolnaispán feladata lett, aki továbbra is a középpecsét őre maradt, ám ettől kezdve nem a saját, hanem a király nevében intézkedett.
Ugyanehhez az újítássorozathoz köthető a tárnokmesteri funkció átalakulása. 1375-ben Szepesi Jakab országbíró kapta azt a feladatot, hogy elsőként a szabad királyi városok felett ítélkezzen; segédei a nemesi ülnökök voltak. Ezzel párhuzamosan a tárnok addigi kincstári feladatait a kincstartó vette át.

### Kultúra
Nagy Lajos idején Magyarországon fénykorát élte a lovagi kultúra. Ebben nagy szerepe volt, hogy az Anjou-ház kapcsolatai révén a Magyar Királyság szorosabban kapcsolódott a Nyugat-Európában kialakult művészeti és szellemi irányzatokhoz.

#### Építészet
A magyarországi Anjouk idején kezd elterjedni hazánkban a gótika. A király 1343-ban jelentős építkezésekbe kezdett Diósgyőr váránál, amit még apja örökölt az Ákos nembeli Ernyéktől. A lakótorony négy belső toronnyal épült meg, és benne található Közép-Európa legnagyobb lovagterme, melynek alapterülete 380 m². A lovagkirály egyébként Visegrádon rendezte be székhelyét, bár 1347–1355 között az udvar Budára költözött.
A Budavári Nagyboldogasszony-templomot Lajos uralkodása idején, 1370-ben alakították át gótikus stílusban. E stílusban épülnek templomok az ország más, nagyobb, gazdagabb városaiban is: Lőcse (Szepesség), Kolozsvár (Erdély). Lajos alatt a koldulórendek is nagy támogatásokat kapnak, ekkor épülnek városaink megmaradt középkori kőházai, kapualjukkal, ülőfülkéikkel.

#### Művelődés

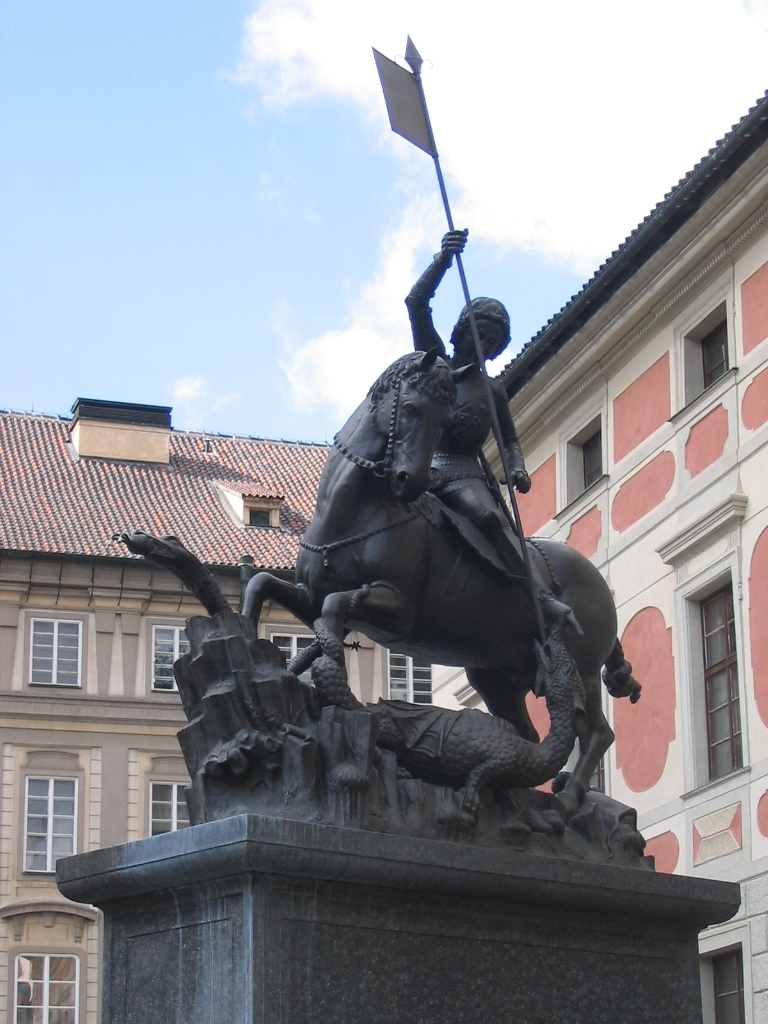
A Kolozsvári-testvérek Prágában álló Szent György szobra

Nagy Lajos uralkodása idején történt a pécsi egyetem megalapítása (1367), ami azonban rövid életűnek bizonyult (a király uralkodása idején egyébként a krakkói univerzitás is hanyatlásnak indult). Egyre többen adták tanulásra a fejüket. Az országban akkoriban nagyon kevesen tudtak írni-olvasni, de egyre több ember látta be a tanultság hasznát, különösen a peres ügyekben.
Gyakrabban fordult elő, hogy egy-egy gazdagabb birtokos kitaníttatta valamely jó képességű rokonát, hogy később segítségére legyen ügyei intézésében. Egy ilyen, szegényebb rokon levele fennmaradt, ebben pénzt kér a tanulásához: „Szükségem volna, hogy bizonyos dénármennyiség mosolyogjon rám, mert nemhiába írja a költő: »Szitával merít vizet, aki könyv nélkül akar tanulni!« Innen származik óhajunk, hogy küldjetek nekem Isten és vérrokonságunk okából bizonyos pénzmennyiséget”

#### Krónikások
Lajos uralkodása alatt működtek azok a krónikások, akiknek írásai felbecsülhetetlen források manapság is Lajos koráról. 1358-ban kezdte el ismeretlen szerző (talán Kálti Márk kanonok) valószínűleg Lajos utasítására a Képes krónika megírását, amely Károly Róbert koráig tárgyalja a magyar történelmet. Szintén Lajos uralkodása alatt készítette feljegyzéseit a korról Küküllei János kanonok (később főesperes) és a ferences rendi Névtelen Minorita.
Szintén Lajos korában, 1370 körül készült el a 15. századi Jókai-kódexben fennmaradt legendafordítás Assisi Szent Ferencről, amelynek nyelvtana erősen tükrözi a latin eredetijét, nyelvállapota pedig meglehetősen archaikus.

#### Képzőművészet

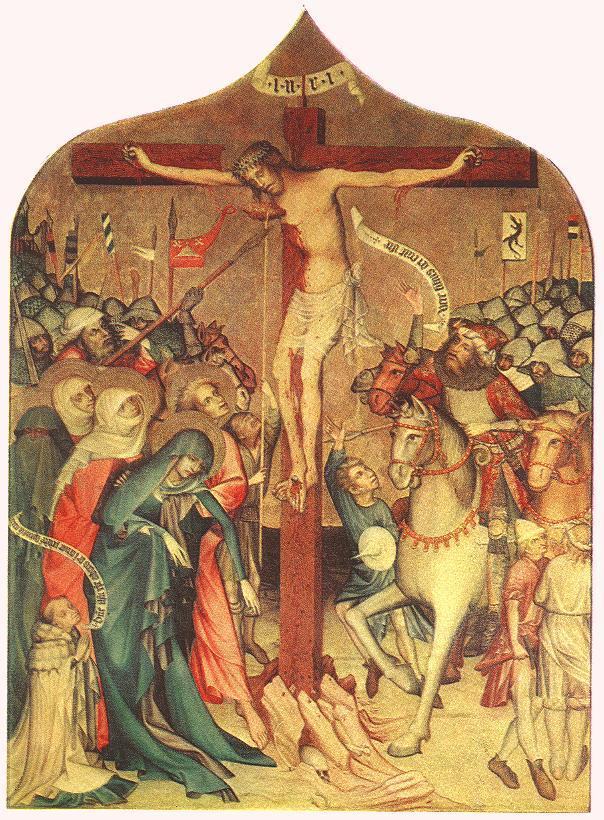
Kálvária, a garamszentbenedeki oltárkép középső része

Lajos uralkodása alatt alkottak a Kolozsvári testvérek. Egyetlen máig fennmaradt alkotásuk a prágai várban (Hradzsin) található Sárkányölő Szent György-szobor, amely Európa első teljes alakos bronz lovasszobra.
A szobor értékét mutatja, hogy Buda török általi bevétele (1541. augusztus 29.) után állítólag maga Nagy Szulejmán védte meg a műalkotást: „E szobrot senki meg ne nézze, a muzulmánok ne lássák – rendelkezett róla, majd a »a nyakán levő kasmíri sálat leoldván, az alakot befödte véle s az összetöretéstől megmentette«.” A szobornak másolatai vannak Budapesten és Kolozsváron.
A Lajos korából fennmaradt legjelentősebb gótikus táblaképünk a garamszentbenedeki oltár, Kolozsvári Tamás alkotása, az itáliai gótikával rokonítható alkotás.
Lajos korában készült a zselízi templom egyik falfestménye, amely Vesszős György megítéltetését ábrázolja. Vesszős György állítólag azonos azzal a Magyar György nevű vitézzel, aki Aversa városában Lajos parancsára lefejezte Durazzói Károly herceget. A vitéz sok embert megölt a nápolyi hadjáratokban, és később bűneit bánva, vezekelve Európa több országába elzarándokolt.

### Lengyelország

#### A szövetséges
Lajos lengyelországi politikája alapvetően két szakaszra tagolható: 1342-től 1370-ig nagybátyja, III. (Nagy) Kázmér szövetségese volt, majd tizenkét éven át viselte az ország koronáját. Erre a Károly Róbert és Kázmér által kötött 1339-es trónörökösödési szerződés hatalmazta fel, amely Kázmér fiúutód nélkül bekövetkező halála esetére a magyar király egyik fiára hagyományozta a trónt.
Magyar királyként Lajos több alkalommal sietett Kázmér segítségére. 1344-ben részt vett a pogány litvánok ellen indított keresztes hadjáratban, ami sikertelenül végződött, mivel a benne részt vevő János cseh király és fia, Károly morva őrgróf konfliktusba került a lengyel uralkodóval, és 1345-ben megtámadták Krakkót, s csak Lajos serege mentette fel.
1350-ben apja nyomdokain haladva, az 1341-es egyezményt megújítva lemondott Halics és Lodoméria igényéről, tovább vállalva a közös (elsősorban litvánokkal, illetve tatárokkal szembeni) védelmi kötelezettséget. (Igaz, arra az esetre, ha Kázmérnak fia született volna, visszaváltási jogot biztosított magának.) 1351-ben éppen ezek miatt sietett Kázmér segítségére, sőt annak betegsége miatt maga volt kénytelen átvenni a hadjárat irányítását.
Kęstutis litván nagyfejedelmet sikerült is meghódolásra és látványos békére kényszerítenie, sőt úgy tűnt, hogy még a keresztény hittérítésre is módja adódik – a litván uralkodó azonban kíséretével egy éjszaka megszökött a táborból, és nem tartotta be a békében foglaltakat. 1352-ben így bosszúhadjárat indult, ennek keretében nagy nehézségek árán sikerült bevenni Belzt,  ám az ostromnál Lajos megsebesült. A feltehetően királyi kalandvágyból a veszedelmes Moldván és a Keleti-Kárpátokon keresztül megtett hazaút komoly nehézségekkel járt, amiket a Névtelen Minorita is megörökített.
1355-ben kiadta az ún. budai privilégiumot, ami előzetes ígéreteket tartalmazott lengyel örökségének megszerzése esetére, fenntartva a fiági örökösödés jogát. 1364-ben Lajos is részt vett az ún. krakkói királytalálkozón, ahol Kázmér rajta kívül vendégül látta többek között IV. Károly császárt, IV. Valdemár dán királyt és I. Péter ciprusi királyt is, ám nem jutottak dűlőre egy Oszmán Birodalom ellen indítandó keresztes hadjárat ügyében.

#### A király
Miután Kázmér 1370-ben valóban utód nélkül halt meg, Lajost november 17-én megkoronázták Krakkóban (a lengyelek Ludwik Węgierskinek, azaz „Magyar Lajosnak” nevezték). Bár korábban ígéretet tett rá, nem maga irányította a királyság ügyeit, hanem anyjára, Erzsébetre bízta őket, aki nagy magyar kíséretet tartott, kivívva ezzel a lengyel nemesség haragját. Lajos és Erzsébet bázisát elsősorban a Krakkó környéki, tehát Kis-Lengyelországba való nemesség képezte, szemben a nagy-lengyel vidék ellenséges uraságaival. Azonban a kis-lengyel réteg sem tartott ki az új király mellett. Lajos népszerűsége akkor kezdett megromlani, amikor trónra lépése évében lemondott Sziléziáról. A helyzetet súlyosbította, hogy számára szükségessé vált, hogy biztosítsa a leányági örökösödést, így gyakorlatilag minden lengyelországi politikai lépését ennek rendelte alá.

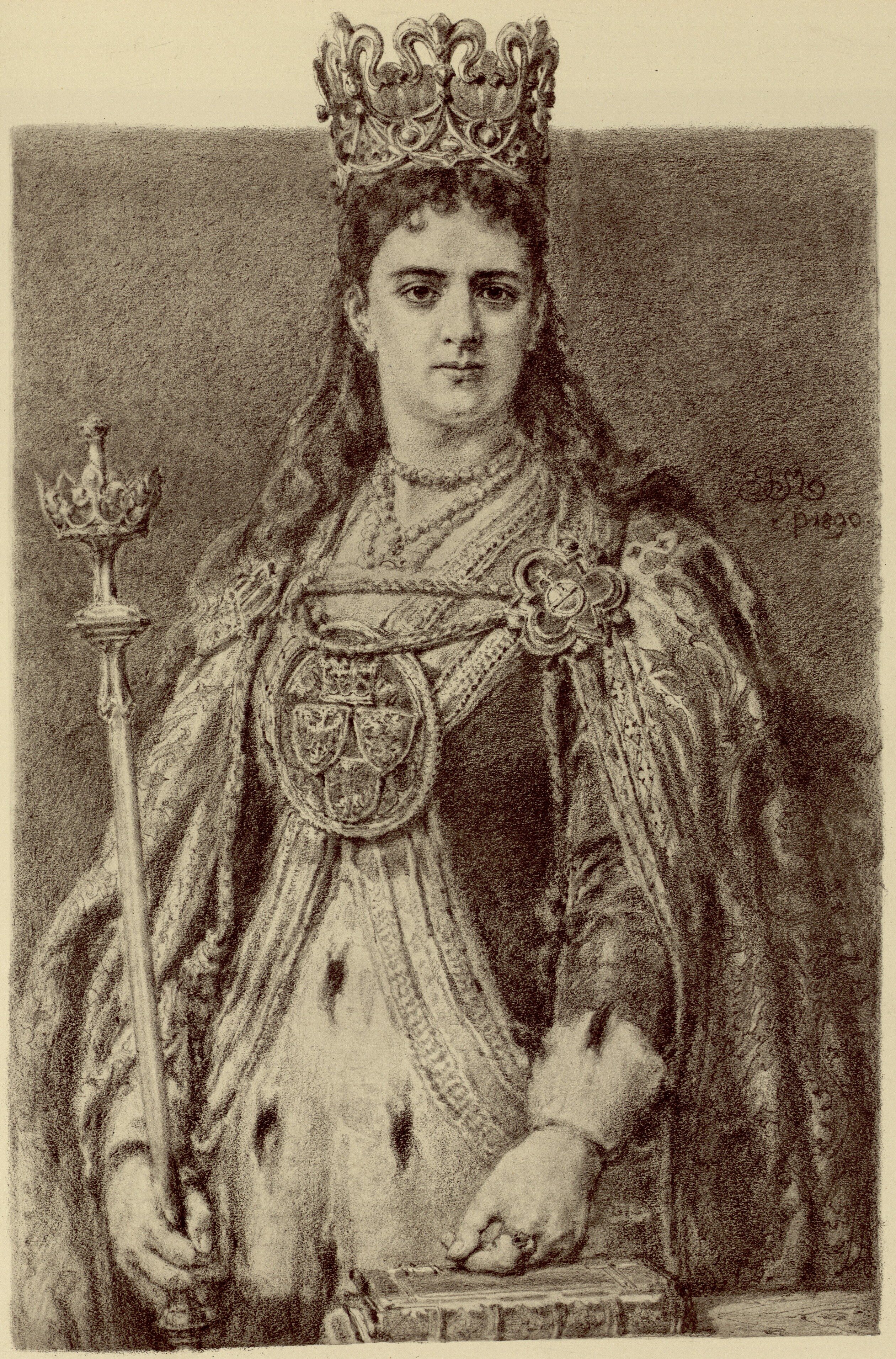
Hedvig lengyel királynő

1374-ben bocsátotta ki a kassai privilégiumot, ami adómentességet biztosított a lengyel nemesség számára, illetve bennük a király ígéretet tett arra, hogy a korábbi fejedelmi családokat és külföldieket nem juttat magas méltóságokba. Ennek fejében a lengyelek elfogadták, hogy Lajos halála esetén valamelyik lánya örökölje a trónt. Mindezek a politikai engedmények és a kereskedelem fejlesztésére, illetve a városok javára hozott intézkedések nem bizonyultak elégségesnek a lengyel lojalitás megtartásához. Az elégedetlenkedő lengyelek 1376-ban Krakkóban lemészárolták Erzsébet régens 160 fős magyar kíséretét, ő pedig kénytelen volt hazamenekülni. Lajos ekkor a korábbi nádorra, Oppelni László hercegre bízta a Lengyel Királyságot (1376–1378), és 1377-ben hadat vezetett a litvánok ellen, hogy lecsillapítsa a lengyel kedélyeket. Miután Erzsébet sikertelenül próbált visszatérni, ezúttal mint a kormányzótanács vezetője, Lajos haláláig László herceg irányította a lengyel ügyeket.
Lajos eredetileg Mária lányát és a számára kijelölt férjét, Luxemburgi Zsigmondot (IV. Károly német-római császár és cseh király fiát) szánta a lengyel trónra is, ám a lengyel rendek, bár 1379-ben elfogadták Máriát örökösnek, és 1382-ben, még Lajos életében felesküdtek rá, a király halála után kikötötték, hogy az új uralkodónak ott is kell berendezkednie. Ezért hosszas huzavona után Mária húga, a később szentté avatott Hedvig (lengyel nevén Jadwiga) lett a lengyel királynő. Ezzel aztán a két királyság perszonáluniója Nagy Lajos halála után megszűnt.
A lengyel történetírásban, mely különben csak kevéssé behatóan foglalkozik a Piast- és Jagelló-kor közti átmenet tizenkét évével, szerepel az az álláspont, hogy „Lajos nem volt jó királya a lengyeleknek, Nagy Kázmér után jelentősen meggyengítette a Kázmér alatt kiépült központi államszervezetet, csak lánya öröklését tekintette uralma végcéljának, klientúrát épített ki maga körül, adományozott kiváltságaival pedig évszázadokra előre beprogramozta a lengyel állam 18. századi bukását.”
Ennek alapvetően az az oka, hogy a kevés korabeli forrás alapvetően nagy-lengyel ellenzéki szellemiségű – főleg a kortárs Czarnkowi János hajdani alkancellár krónikájáé és a később ebből táplálkozó műveké. (Czarnkowi Jánost egyébként a királyi felségjelvények eltulajdonítása miatt köztörvényesen is elítéltek.) János, akinek hatása a későbbi elbeszélő forrásokon is érződik, mélyen elítéli Lajos uralmát, főleg az országegyesítő Nagy Kázmér korával összehasonlítva. Az amúgy terjedelmes okleveles anyag feldolgozása sokban tudná árnyalni a Lajos lengyelországi uralmáról kialakult képet.
Ellenben mások rámutatnak a következőkre: 
- Az 1320-ban felfedezett aranybányák Európa leggazdagabb országává tették Magyarországot;
- A Károly Róbert alatt – olasz minta alapján – kiépített bírósági rendszert;
- „Nagyon jámbor ember volt, minden nap szentmisét hallgatott."
- 1355: I. Lajos megígérte a lengyel társadalom (a papság, a polgárság és a lovagok) képviselőinek, hogyha lengyel király lesz, nem vet ki új adókat és fedezi az összes veszteséget, amelyet a külföldi háborús expedíciók résztvevői elszenvednek. És megerősíti az összes kiváltságot, amelyet elődei. Azt is megígérte, hogy katonai segítséget nyújt a ruténiai expedíciók során.
- Miután hatalomra került, Lengyelországban anyjának számos belső nehézséggel kellett szembenéznie. A király 1378-ban Władysław Opolczykot nevezte ki kormányzónak, ami ellenállást váltott ki. Nagy-Lengyelországban volt aki azért volt Lajos ellen, mert elbocsátotta a kujáviai vezetést. 1381-ben a budai kongresszuson három személy között osztotta szét a lengyel királyság kormányzását (Zawisza Kurozwęcki(wd), Dobiesław Kurozwęcki(wd), Sędziwój Pałuka(wd)), ami újabb félreértésekhez vezetett.
- Lengyelország Oroszország felé való kapcsolata és a teuton lovagokkal való békés kapcsolatok biztosítása: e tekintetben Lajos Kázmér politikáját folytatta tovább. A litvánok Kázmér halála után elfoglalták Vlagyimirt.

## Lajos, a lovagkirály

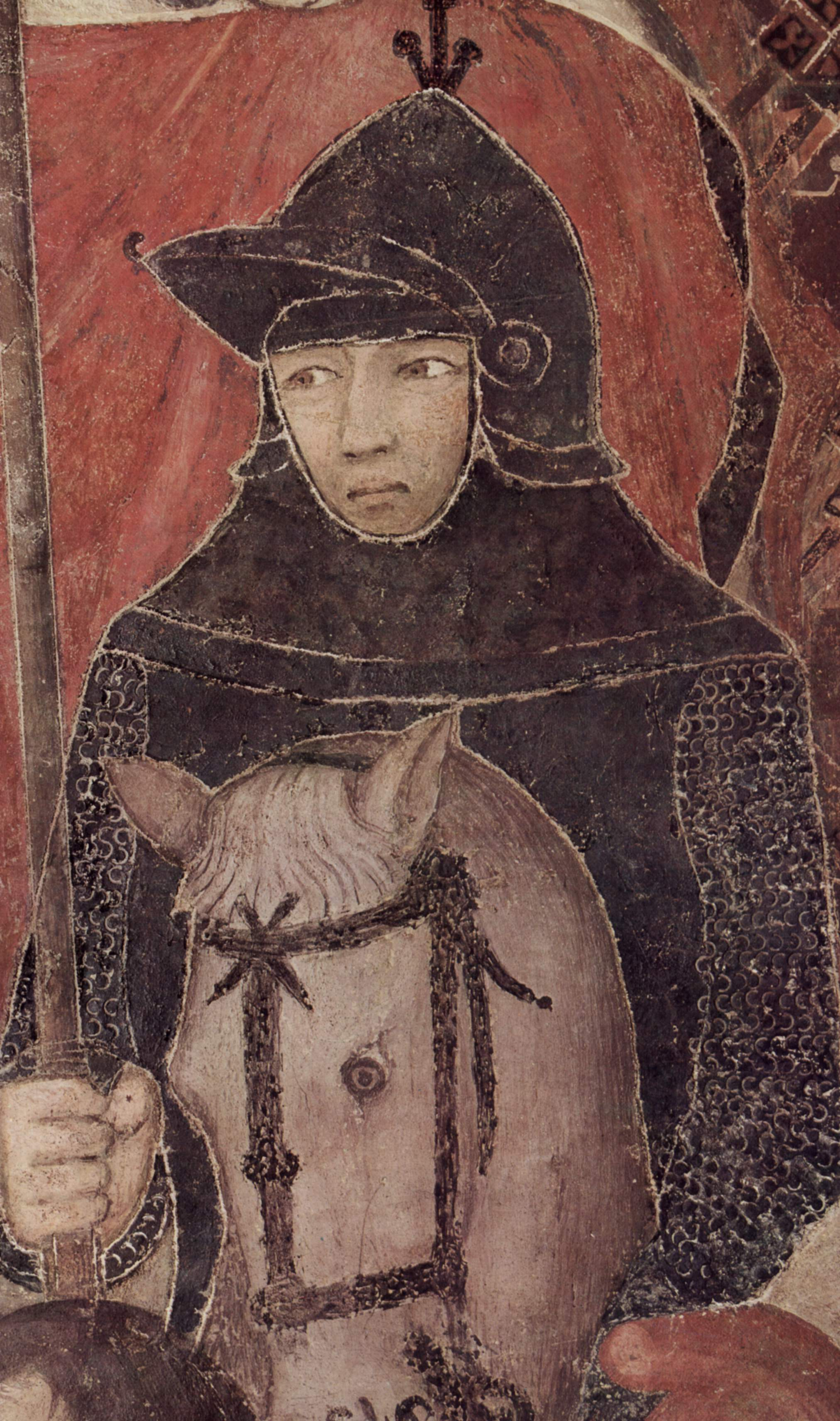
Középkori lovag egy itáliai művész ábrázolásában (14. század közepe)

Lajos felnőtt korában is igyekezett a lovagi eszmények szerint élni. A harcokban bátor, sok esetben vakmerő volt, gyakran harcolt az első sorokban. Ezt tanúsítják oklevelei is, amelyekből kiderül, hogy az esetek többségében a király szemtanúja volt a kitüntetett, megadományozott, megjutalmazott katonája hőstettének.
Ennek megfelelően Lajos gyakran került veszélyes helyzetekbe, mint például a második nápolyi hadjárata alatt Canosa várának ostromakor. A király ekkor is az első sorokban rohamozott, mivel szerinte „bajban is a királyé az elsőség”. Miután egy kő az ostromlétráról a várárokba sodorta, sátrában sebesülten feküdve főtisztjei szemrehányására ezt válaszolta: „Tanuljátok meg, hogy a királynak mindenben példát kell mutatnia.”
Lajos rendkívül bajtársiasan viselkedett közkatonáival is. A krónikák feljegyezték, hogy amikor Salerno ostromára készült, egy hajnalon a Sele (Silaro) folyót vizsgálta, hogy átkelhet-e rajta seregével. Ezért egy, a folyónál itató katonáját az áradó folyóba küldte lovastól. A katonát elragadta az ár, mire Lajos lovával utána ugratott, és kimentette vitézét. Mivel „hogy ha az ő szavára valaki bajba kerül, azon neki segíteni kell”. A krónikás szerint „volt is becsülete a királynak, nemcsak a palotában, hanem a tábortűz mellett is”.
Lajos nagylelkű volt a hadifoglyokkal szemben is. Szintén a második nápolyi hadjárat alatt, Lucera közelében egy vár ostroma közben Lackfi Miklós egy rajtaütése (Lajos igen szerette és méltányolta a huszárcsínyeket) eredményeképpen kb. 150 zsoldost hurcolt a király elé megkötözve. Lajos megvendégeltette, majd másnap lovaik és fegyvereik nélkül szétkergettette őket. Ugyanebben a hadjáratban Lajos elfoglalta egy, őt korábban eláruló gróf várát. A gróf reménytelen helyzetében ingre vetkőzve, kötéllel a nyakában járult a király elé annak kegyelméért, mire Lajos nemcsak megbocsátott neki, hanem állásába is visszahelyezte. Ez történt Ascoli Satriano városában is.

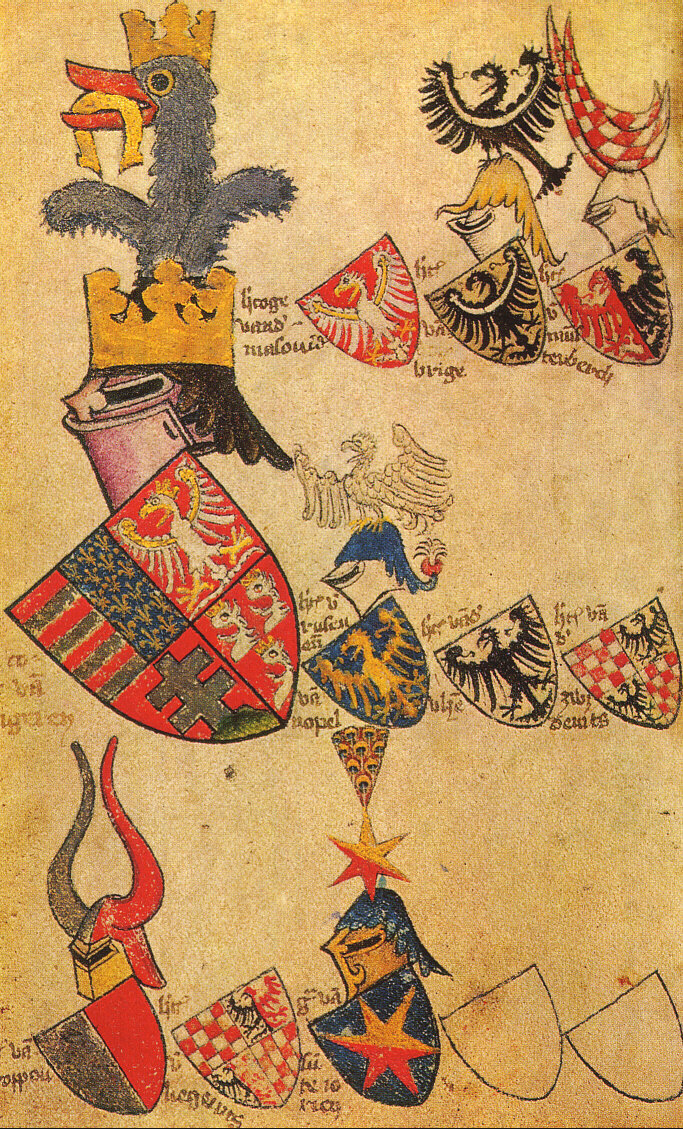
I. Lajos magyar király címere Gerle herold címerkönyvében. Anjou-kori királyi címert kiegészítő sisakdísz. A patkót harapó strucc leginkább Károly Róbert, Nagy Lajos és Zsigmond királyainkhoz kapcsolható

Lajos az itáliai hadjáratai során – lehetőségeihez mérten – igyekezett kímélni a polgári lakosságot. Az első nápolyi hadjáratát előkészítő ügynökeit nyomatékosan felszólította: „… átmenő útjukban ne ártsanak, alkalmatlankodjanak senkinek, s a rablástól tartózkodjanak, hanem mindenki tetszésére, békésen haladjanak útjukon, gyalázatos cselekedetük rossz hírével be ne szennyezzék az ő nevét s méltóságos és tisztelt országát, s ebből kifolyólag meg ne botránkoztassanak sokakat”.
Katonáinak szintén szigorúan megtiltotta a rablást és a fosztogatást, bár ezt inkább csak a magyar katonái között tudta érvényesíteni. Egy korabeli krónikás beszámolója szerint a zsoldosok „nyomát barát és az ellenség földjén egyaránt a rablás, gyilkolás, nők megfertőzése, az elfogott ellenség kíméletlen megkínzása jelzi, míg a magyar a harcban bátor, a legyőzött ellenséggel szemben emberséges”. Ezért a nápolyiak – legalábbis kezdetben – különbséget tettek hadifoglyaik között.
A polgári lakosságnak főleg az idegen zsoldoskatonák okozták a legtöbb szenvedést, ezért ha a szükség úgy kívánta Lajos kellő eréllyel lépett fel ellenük. Ez történt Barletta városában is, ahol a saját zsoldosai és a városi polgárok közötti összetűzés miatt magyar katonasággal verette ki a feldühödött zsoldosokat a városból, sőt, még katapultokkal is közéjük lövetett. Bár idővel, a háború elhúzódásával és ha a király nem volt jelen, az idegen zsoldoskatonák kegyetlensége kezdett átragadni a magyar katonákra is, ekkor „elevenen nyúzták meg azokat a magyarokat, akiket elfogtak, és kegyetlenül gyötörték őket más kínzásokkal is”.
Lajos hadvezérként, hadműveletek irányítójaként nem tűnt ki különösebben: a nyílt ütközeteket általában megnyerte, de a katonai lángelme megnyilvánulásait csak ritkán tapasztalni a haditettei során. Az erődítmények ostroma is nehézkesen ment neki. Hadvezérként inkább szerencsés volt.
Igazi nagysága inkább katonaként és hadszervezőként mutatható ki: amely utóbbi képessége révén lehetővé vált, hogy sikeres hadműveleteket lehessen folytatni a Magyarországtól távoli Itáliában, az ország határaitól 1500–2000 km távolságban. Ez a középkor addigi szakaszában igen kevés hadvezérnek, uralkodónak sikerült, ezért nem minden alap nélkül írta róla egy padovai krónikás, hogy Lajos „a világ leghatalmasabb fejedelme a keresztények között és a legrettegettebb király a hitetlenek szemében Nagy Károly császár halála óta”.

## A második aversai tragédia

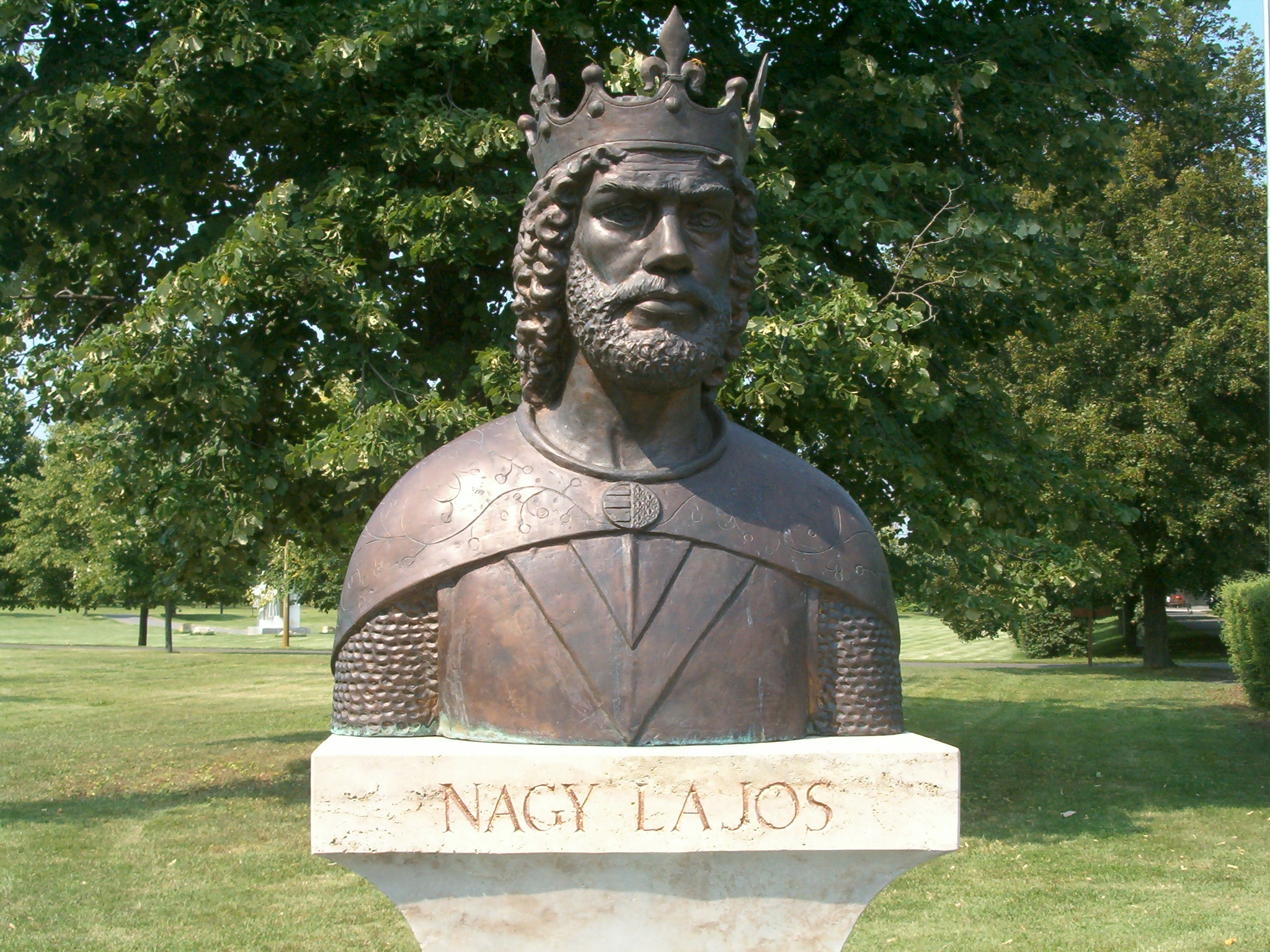
Nagy Lajos szobra a Nemzeti Történeti Emlékparkban

A fentiek alapján Lajos jellemébe nagyon nem illik bele rokonának, Durazzói Károly hercegnek a kivégeztetése olyan módon, ahogy az megtörtént. A magyar történetírás mindig is próbálta mind erkölcsileg, mind politikailag mentegetni, magyarázni azt, ahogy Lajos kivégeztette rokonát.
Kropf Lajos (1852–1939) történész azonban „csúnya szennyfoltnak” tartja a vérbosszút, nemcsak Lajos király jellemén, hanem a magyar nemzet becsületén is. Szerinte „a kiszemelt áldozataival lakmározó, velük kockázó, képmutató magyar király bús alak, mely beleillenék valamiféle kóborszínész társulat repertoárjához tartozó rémdráma keretébe, s azt a jelenetet, midőn a lakoma végeztével, miután áldozatainak utolsó fillérét elnyerte volt, a jellemtelen ember végre eldobja az álarcot, és előbb adott ígérete dacára, hogy bántalmuk nem lesz, elfogatja vendégeit – ezt még a karzat sem tapsolná meg.” 
Durazzói Károly herceg dicstelen halálának pontos indítékai még ma sem tisztázottak minden részletében. Johanna testvérének, Máriának a férje volt, ezért Johanna trónfosztása esetén – ami Lajos terveiben volt – „túlságosan” közel kerülhetett a trónhoz (bár törvényesen szintén nem lehetett uralkodó, mert Johanna halála esetén felesége, Mária, illetve annak gyermeke lett volna a király), amit Lajos magának akart. A durazzói és tarantói hercegek (tisztes) fogságba vetésével pedig Lajos egyrészt talán őket is távol akarta tudni a nápolyi tróntól, másrészt pedig túszul tartásukkal szerette volna saját magára nézve kedvezőbben befolyásolni a nápolyi ügyeket azok végső rendezéséig.
Az is felmerülhet, hogy Durazzói Károly néhány Lajos környezetébe férkőzött ellenfele szólhatott a herceg ellen a fiatal királynál, illetve tüzelhette fel Lajost a durazzói ellen. A vérbosszú mindenesetre ki lehetett tervelve, mivel a lakoma során a hercegek egy jóakarója figyelmeztette őket a rájuk leselkedő veszélyre, amit ők nem is gyanítottak.

## Utolsó évei (1377–82)

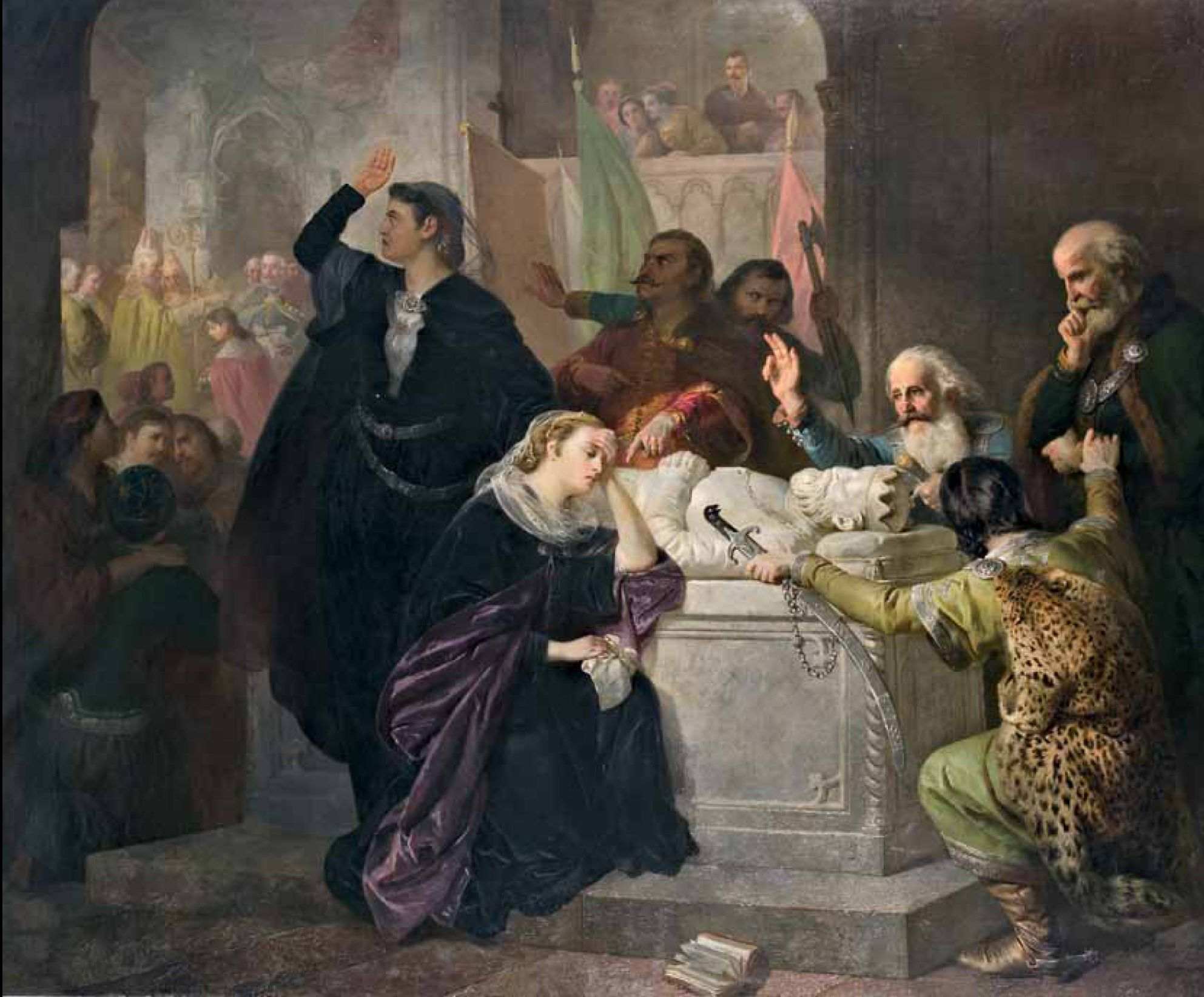
Erzsébet és Mária királynők Nagy Lajos sírjánál, háttérben II. Kis Károly koronázása, Liezen-Mayer Sándor, 1862

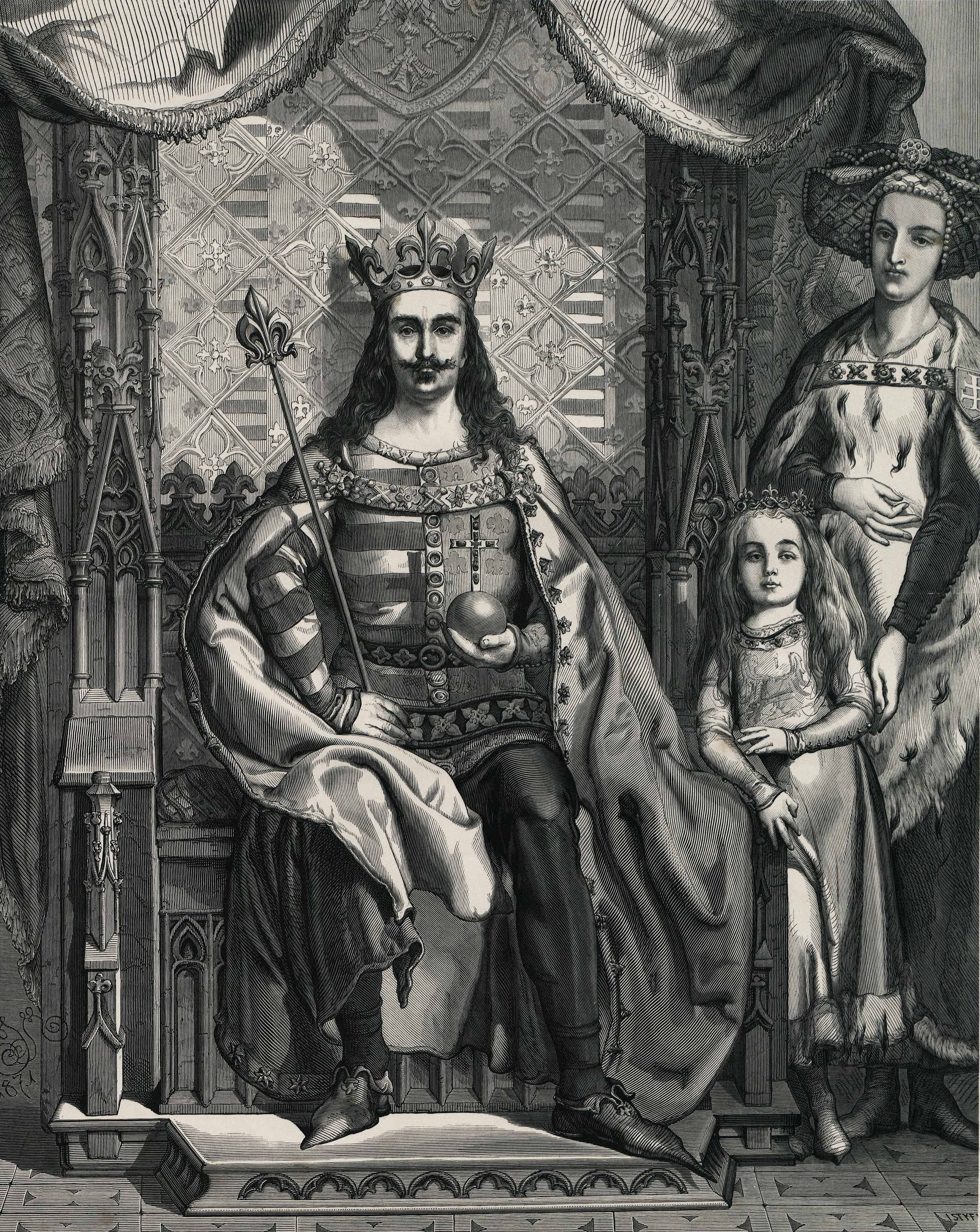
Nagy Lajos király felesége, Kotromanić Erzsébet királyné és leánya, a későbbi Mária magyar királynő mellett

Lajos a krónikások szerint utolsó éveiben „félrevonult az emberi sokaság nyüzsgésétől, és az ájtatos, elmélkedő életet választotta magának, hogy szívvel-lélekkel és teljes áhítattal élhessen a jámbor cselekedeteknek, és imádkozásba merülhessen. Ebben állhatatosan meg is maradt.” Ebben több ok is szerepet játszhatott, részben megtört egészségi állapota, és az e mellé párosuló, megnövekedett terhet jelentő birodalmi ügyekkel járó gondok. Továbbá a visszavonulásának eszmei okai is voltak, ugyanis az tökéletesen megfelelt a lovagi eszményeknek is, ezek szerint miután a lovag véghez vitte nagyszerű tetteit és megöregszik, félrevonul a világtól és csendes, elmélkedő, jámbor életet kezd és vezekel a bűneiért. Ezen oknál fogva Lajos gyakran vonult el a számára kedves budaszentlőrinci pálos kolostorba vagy a márianosztrai kolostorba (amelyet ő maga alapított), ahol a király az egyszerű szerzetesek között, azokkal elvegyülve töltötte idejét. Egy feljegyzés szerint három firenzei polgár a Margit-szigeten papnak nézte, „hiszen nem volt a fején még korona sem, hát mi az hittük, hogy a papja”.
Lajos uralkodásának utolsó éveiben már egyre inkább felesége, Erzsébet és néhány kegyence, főleg Garai Miklós és Forgách Balázs kormányozták az országot. Később, 1386-ban a főúri pártharcok során, de főleg III. Károly meggyilkolása miatt mindhármójukat meggyilkolták, az anyakirálynőt megfojtották, a két kegyencet pedig levágták. Lajos halála után „udvarának lovagi máza hamar lekopott a magyar bárókról”, mert „kezdének az urak pártolkodni, és egybeveszni, egymást kergetni, és egymásnak jószágát dúlni”. Egy velencei diplomata szavaival: „Egyiknek a vezérség a legfőbb vágya, az grófságot akar, ez bánságra törekszik, másokat kitúrva, magasabbra tör valamennyi, ádáz irigység fogja el őket, gyűlölik egymást, pártokra szakadnak, s magát a népet is pártokra szakítják.”
A halál végül Nagyszombat városában 1382. szeptember 10-én, 56 éves korában érte. Székesfehérvárott temették el, a Nagyboldogasszony-bazilika Szent Katalin-kápolnájában. Nem sokkal halála előtt egy üstökös jelent meg az égbolton, a középkoriak szerint a világ közelgő veszteségét jelezve. „Halála miatt akkora gyász támadt az országban, hogy szinte mindenki megsiratta, mint saját halottját.” A magyar trónt Mária, a lengyelt pedig Hedvig nevű leánya örökölte (a Nápoly élére kiszemelt Katalin leánya 1378-ban elhunyt). Lajos halálával egyúttal férfiágon kihalt az Anjou-ház magyar ága.
Lajosnak később vörösmárványból készített síremléket állítottak. A síremlékből és magából a kápolnából mára csak maradványok vannak, minden áldozatul esett a történelem pusztításainak, pontosabban Székesfehérvár 1601-es keresztes ostromának és a török hódoltság alóli 1688-as végleges visszavétel utáni barbár magatartásnak, magát a Szent Katalin-kápolnát (mely a koronázóbazilika egyik utolsó megmaradt szakasza volt) 1806-ban bontották el. A kápolna feltételezett helyén talált sírkamrákban eddig egy férfi és két női csontvázat találtak, ám olyan kiegészítők nélkül, amelyek alapján azonosíthatóak lennének. A férficsontváz lehet mind apjáé, Károly Róberté, mind Lajosé, a női maradványok pedig talán Lajos két feleségéé. Nagy Lajos feltételezett koponyája után Skultéty Gyula munkája alapján készült rekonstrukció az arcról. Nagy Lajosról tudjuk, hogy enyhén hajlott hátú volt, alsó ajka pedig túl nagy volt és emiatt elállt, a talált csontvázra pedig ezek a tulajdonságok ráillettek.

## Házasságai és gyermekei
Lajos kétszer nősült, és összesen két felnőttkort megélt gyermeke született.
Első felesége a Luxemburg-házból származó Margit hercegnő volt. Margit IV. Károly német-római császár és cseh király és Blanka francia királyi hercegnő elsőszülött leánygyermeke volt. Szüleik 1338. március 1-jén kötött megállapodása alapján lettek jegyesek, amikor is Margit három, Lajos pedig tizenkét éves volt. Házasságukra végül a hercegnő tizenkettedik életévének betöltekor, 1347 májusa körül került sor Visegrádon. Kapcsolatuk azonban nem tartott sokáig, mert a királyné 1349. szeptember 7-én pestisjárvány következtében elhunyt. Házasságuk gyermektelen maradt.
Második felesége a magyar királyi udvarban, Óbudán nevelkedett, a Kotromanić-házból származó Erzsébet bosnyák hercegnő lett. Erzsébet II. István bosnyák bán és Erzsébet kujáviai hercegnő egyetlen gyermeke volt. Erzsébet anyja közeli rokona volt Lajos anyjának, mindketten a Piast-dinasztia leszármazottai voltak. Kettőjük házasságára 1353. június 20-án, Budán került sor. A házasságkötésükről fennmaradt egy oklevél, amelyben „bizonyos okokkal” magyarázták azt, hogy nem kérték időben a pápai felmentést a közeli rokonság miatt kötött házasság alól. Bertényi Iván szerint ez azért történt, mert ekkor Erzsébet már állapotos volt a házasságkötésük előtti viszonyukból. Kapcsolatukból összesen négy leánygyermek született, akik közül ketten érték meg a felnőttkort, és megosztva ugyan, de vitték tovább apjuk örökségét. Gyermekeik:
- Idősebb Mária királyi hercegnő (1365–1366), gyermekként meghalt
- Katalin királyi hercegnő (1370 körül – 1378 körül), Lajos, Orléans hercegének jegyese, ám fiatalon elhunyt
- Ifjabb Mária királyi hercegnő (1371. április 14. – 1395. május 17.), apját követvén magyar királynő
- Hedvig királyi hercegnő (1374. február 18. – 1399. július 17.), szintén apja jogán lengyel királynő

## Megítélése

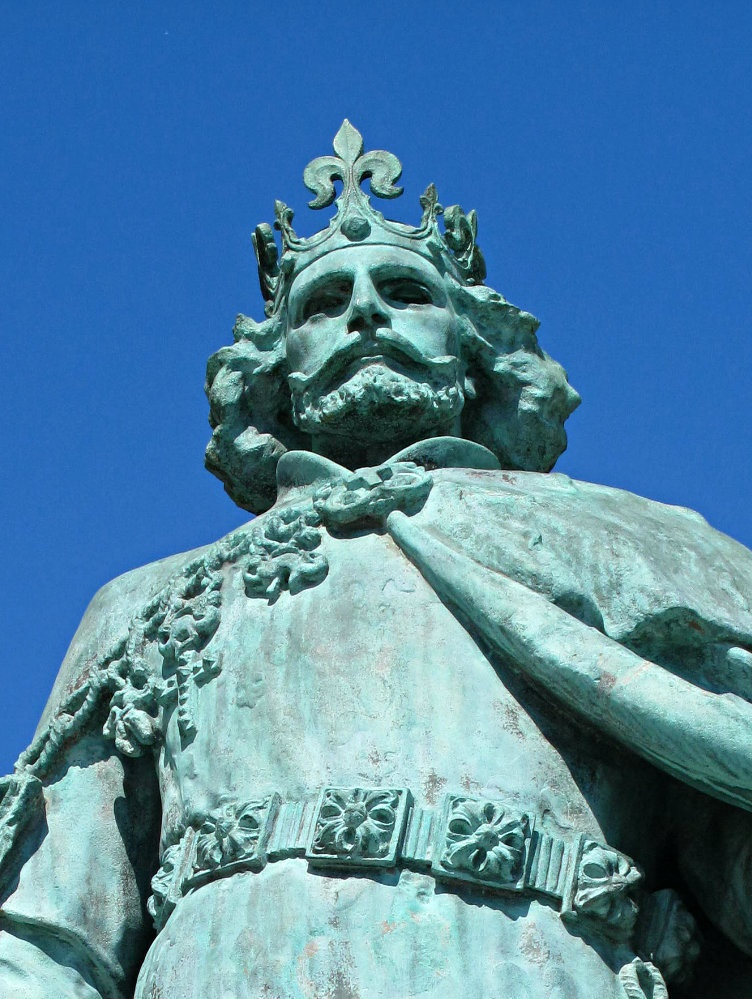
Nagy Lajos király szobra a budapesti Hősök terén álló Millenniumi emlékművön

Lajos a „Nagy” jelzőt (latinul: Grandis) először Lorenzo de Monacis velencei követségi titkár 14. század végén készült krónikájában kapta, elsősorban emberi és lovagi nagyságára utalva. Melléknevét a mai értelemben a 19. század nemzeti romantikus történetírói adták a királynak, így az 1945 utáni történetírás elvitatta tőle. Ma újra az a nézet az uralkodó, amely szerint jogos a neve melletti „Nagy” jelző. A magyar nemzeti romantika a reformkorban a kisszerűnek tekintett jelenből (a 19. század első fele) többször merített, tekintett vissza Magyarország általuk nagyszerűbbnek tartott történelmi korszakaiba. A reformkor költői, mint például Berzsenyi Dániel, Petőfi Sándor vagy Arany János, ilyennek találták Nagy Lajos korát is. Az újabb időkben Passuth László hasonló szellemben írt Nápolyi Johanna című regényében.
Lajos negyven évéből leginkább az ország temérdek pénzét elnyelő, tartós eredményt nem hozó diplomáciai vállalkozásai és hadjáratai ismertek (Lajos uralkodásának negyven esztendejéből csak három háború nélküli éve volt az országnak: 1342, 1375, 1376). Azonban ezek a hadjáratok (főleg az itáliaiak) éppen azt mutatják, hogy az akkori Magyar Királyság erős és stabil hátország volt. Lajos hadjáratai nagyon igénybe vették az ország politikai, pénzügyi és katonai teherbíró képességét, de a Károly Róbert által stabilizált államszervezet sikeresen kiállta ezeket a megpróbáltatásokat. Magyarország Lajos uralma alatt európai nagyhatalommá vált („Magyar Archiregnum”) és Lajos diplomáciai tevékenysége közvetlen érdekeltségein kívül is kiterjedt több európai államra. Sem Lajos előtt, sem utána nem volt magyar uralkodó, aki ilyen aktív külpolitikát folytatott volna az ország határain túl minden irányban. Lajos belviszályoktól és külső támadásoktól mentes királysága, melyben egyetlen komoly negatívumot a pestisjárvány jelentett, lehetővé tette a társadalom válságoktól mentes fejlődését, mind politikai, mind gazdasági tekintetben.

## Titulusai

### Címei
Magyarország királya mint I. Lajos: 1342. július 16. – 1382. szeptember 10.
- Dalmácia, Horvátország, Ráma, Szerbia, Galícia, Lodoméria, Kunország és Bolgárország királya, Salerno fejedelme és a Szent Angyalhegyi javadalom ura[45]

koronázása: Nagyboldogasszony-bazilika, Székesfehérvár, 1342. július 21.

## Nagy Lajos és kora az irodalomban
A magyar nemzeti romantika a reformkorban a kisszerűnek tekintett jelenből (a 19. század első fele) többször merített, tekintett vissza Magyarország általuk nagyszerűbbnek tartott történelmi korszakaiba. A kor (reformkor) költői ilyennek találták Nagy Lajos korát is.

### Berzsenyi Dániel
Berzsenyi Dániel (1776–1836) Nagy Lajos és Hunyadi Mátyás című versében így ír 1800 és 1802 között (6. versszak) Lajos koráról:
„Egy Nagy Lajos bölcs szárnya alatt hazánk

Rómát s Athénét látta felállani

Attila roppant városában

Mars, tudomány, hatalom virágzott.”
Utalva a tudományok és a művészetek virágzására, és a középkori magyar nagyhatalmi pozícióra, amely békét, fejlődést és hadi sikereket hozott a nagy kiterjedésű királyság lakosainak.

### Petőfi Sándor
Petőfi Sándor (1823–1849) A hazáról című versében így ír 1845-ben (7. versszak):
„Oh nagy volt hajdan a magyar,

Nagy volt hatalma, birtoka;

Magyar tenger vizében húnyt el

Éjszak, kelet s dél hullócsillaga.”
Utalva a „Magyar Archiregnum” területi kiterjedésére. Ebből viszont csak annyi igaz, hogy Lajos birodalma csak az Adriai- tengerrel volt határos (az is csak a magyar Korona része volt, nem a Magyar Királyságé). A Fekete-tengerhez Moldvának nem volt kijárata, a Lengyel Királyság akkoriban nem terjedt ki a Balti-tengerig.

### Passuth László
Passuth László (1900–1979) Nápolyi Johanna c. regényében így válaszol Lackfi István erdélyi vajda Durazzói Károly herceg közbevetésére a regény negyedik részében (A nagy per):
„– Felséges királyunk felőletek már hírt kapott. Hozom kegyelmességeteknek üdvözletét. Üzeni: pihenjétek ki mihamarább a hosszú út fáradalmait, s addig megállapítja a királyi kancellária a fogadás napját s óráját.
– Vajda úr, te felségesnek mondod királyodat. A mi udvari szokásunk szerint e titulus csak a római s a görög császárt illeti meg.
– Urunkat mi éppoly nagynak tartjuk, mint a németek a magukét. A magyar Archiregnum, herceg úr, maga is valójában Impérium, annyi tartomány, ország, hódoltság övezi ifjú urunk magyar címerpajzsát, hogy hatalmát nem mérhetjük ahhoz, aki adót fizet Bizáncból a pogánynak, de ahhoz sem, aki csak a pápa kegyelméből kap koronát, ha előbb megvette a hét választó voksait… Kérem hercegségeteket, jöjjenek velem.”
Utalva itt az oszmán-törökök által egyre inkább fenyegetett, szorongatott, városállamnyi területre összezsugorodott Bizánci Birodalomra, amelynek császára kénytelen volt „subsidiumot” (adót a békéért) fizetni a szultánnak, és Lajos uralkodása vége felé már hivatalosan is annak vazallusa lett; továbbá a német-római császárra, akit hét választófejedelem választ meg (és amely választás időnként nem nélkülözte a korrupciót), majd pápai jóváhagyással koronáznak császárrá.

### A Toldi-mondakör
A Toldi-mondakör elemei a 15. század elején keletkeztek. Elsőként Ilosvai Selymes Péter dolgozta fel őket a 16. században, végül pedig ma ismert alakjában (Toldi, Toldi estéje, Toldi szerelme) Arany János (1817–1882). Arany a Toldi-trilógiában elsősorban Lajos lovagi udvarát, annak műveltségét, Lajos kegyességét, nagyszerűségét, hadjáratainak dicsőségét ill. birodalmának nagyságát domborítja ki – a 19. századi nemzeti romantika elfogultságával.
Arany János a Toldi estéjében többször is utal a Lajos-korabeli történelmi eseményekre. Az ötödik ének, 11–13. versszakában a Lajos uralkodása alatt felemelkedett nemesi családokról ír, és szó szerint említi a Losonczi, Maróti, Bánfi, Kanizsai, Szécsi, Kont, Balassa, Csupor, és Laczfi-Apor családokat. A második ének 23–24. szakaszában Lajos birodalmáról és hadjáratairól ír, és egyértelműen Johannát hibáztatja a király öccsének haláláért.

### Giovanni Boccaccio
András (Endre) meggyilkolása után az itáliai közhangulat változása, és a Lajoshoz való viszonyulás nagyon jól nyomon követhető az itáliai kortárs, Giovanni Boccaccio (1313–1375) költő eklogáiban (pásztorverseiben), illetve egyéb verseiben is.
A Faunus című eklogában megírja Boccaccio, hogyan halt meg nyája védelmében a fiatal és bátor Alexis (Endre herceg) egy „dühösségtől remegő vemhes nőstényfarkas” (ez az Endrétől várandós Johanna) által. A gyilkosság hírére az Ister menti sziklabarlangjából felkerekedik Alexis testvére, Tityrus (ez Lajos), hogy segédjeivel egyszer s mindenkorra kiirtsa a nőstényfarkast és a sárga oroszlánokat (a Tarantói családot), amelyek az emberekre vészt hozva szabadon csatangolnak az erdőkben.
A Dorus című ekloga viszont már arról szól, hogy Dorusnak (Tarantói Lajos) és a szép Lycorisnak (Johannának) menekülnie kell a vad és dühöngő Polyphemus (vagyis Lajos király) haragja elől. A vers szól az ártatlanul kivégeztetett Paphusról (Durazzói Károly), akinek felesége és két árvája éjnek idején volt kénytelen szintén menekülni. A költemény megjósolja Dorus idővel bekövetkező győzelmét. Hasonló hangulatú a Pusztuló erdő című ekloga is, amely arról szól, hogy a pusztuló erdőből (ez Nápoly városa) Alcestusnak (Tarantói Lajos) és a remegő Lycorisnak kell menekülnie a gonosz Polyphemus (Lajos király) dühe elől.
A költeményekben szereplő személyek megítélésének ilyetén változása főleg Durazzói Károly kivégeztetésének, illetve a nápolyi hadjáratok okozta szenvedéseknek tulajdonítható.

## Irodalmi művek Lajos koráról
- Berzsenyi Dániel: Nagy Lajos és Hunyadi Mátyás
- Petőfi Sándor: A hazáról
- Passuth László: Nápolyi Johanna
- Ilosvai Péter: Toldi Miklós históriája (1574)
- Arany János: Toldi-trilógia
- Gulácsy Irén: Nagy Lajos Király
- Bónizs Róbert: Toldi (regénysorozat, 1–4.), Gold Book, Debrecen, 2016–2023
- Gianmichele Cautillo: Strane voci al castello, Musicaos, Neviano, 2024, ISBN 9791280202970, (könyvismertető), olasz nyelven
- Benkő László: Nagy Lajos I–V. (történelmi regénysorozat), Lazi Kiadó, Szeged, 2022–2024
- Bíró Szabolcs: Anjouk sorozat, (7. kötet: A birodalom ura,  8. kötet: Dél pörölye, Athenaeum, Budapest, 2021/2023